# Liste der Biografien/Bis
Liste der Biografien |
Portal Biografien |
Personensuche
# |
A |
B |
C |
D |
E |
F |
G |
H |
I |
J |
K |
L |
M |
N |
O |
P |
Q |
R |
S |
T |
U |
V |
W |
X |
Y |
Z |
?
 
Ba |
Be |
Bd |
Bg |
Bh |
Bi |
Bj |
Bl |
Bm |
Bn |
Bo |
Br |
Bs |
Bu |
Bw |
By |
Bz
 
Bia–Bid |
Bie |
Bif–Bim |
Bin |
Bio |
Bip |
Bir |
Bis |
Bit |
Biu |
Biv |
Biw |
Bix |
Biy |
Biz
Die Liste der Biografien führt alle Personen auf, die in der deutschsprachigen Wikipedia einen Artikel haben. Dieses ist eine Teilliste mit 737 Einträgen von Personen, deren Namen mit den Buchstaben „Bis“ beginnt.

## Bis
- Bis, Bartłomiej (* 1997), polnischer Handballspieler

### Bisa
- Bisa, Josef (1908–1976), Schweizer Bildhauer
- Bisacco, Roberto (1939–2022), italienischer Schauspieler
- Bisaglia, Antonio (1929–1984), italienischer Politiker
- Bisagno, Giglio (1903–1987), italienischer Schwimmer
- Bisaillon, Sébastien (* 1986), kanadischer Eishockeyspieler
- Bisan, George (* 1992), nigerianischer Fußballspieler
- Bisang, Bruno (* 1952), Schweizer Photograph
- Bisang, Walter (* 1959), Schweizer Linguist
- Bišanović, Dino (* 1990), bosnischer Fußballspieler
- Bisanti, Giampaolo (* 1972), italienischer Dirigent
- Bisanz, Alfred (1890–1951), österreichischer Berufssoldat und ukrainischer Politiker und Soldat
- Bisanz, Gero (1935–2014), deutscher Fußballspieler und -trainer
- Bisaro, Julien (* 1981), französischer Animator und Illustrator

### Bisb
- Bisbal, David (* 1979), spanischer PopsängerDavid Bisbal (* 1979)

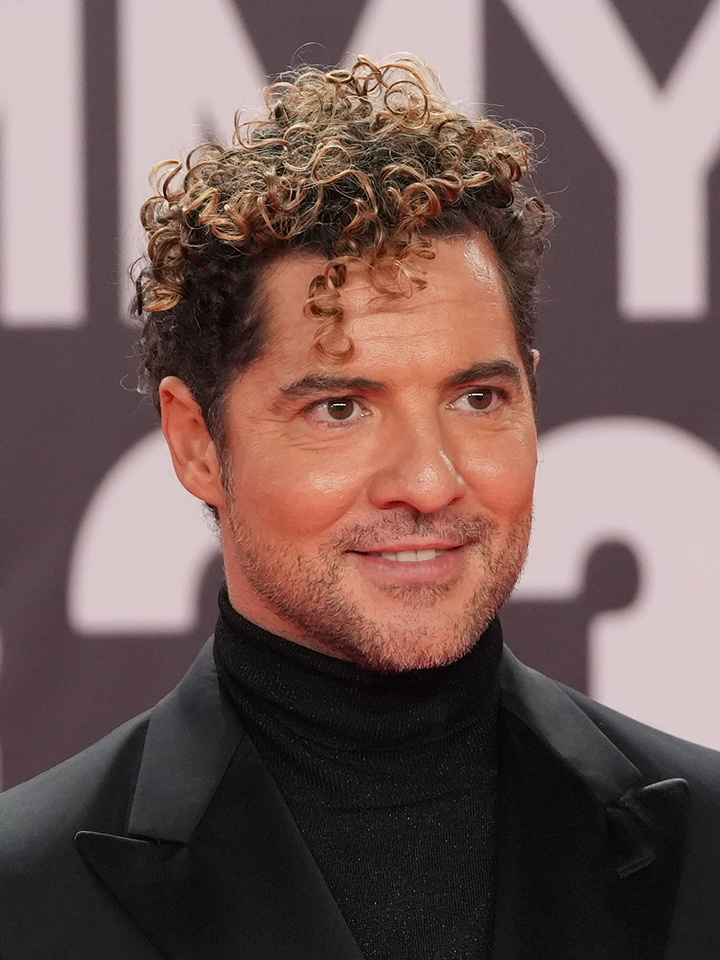
David Bisbal (* 1979)

- Bisbee, Horatio (1839–1916), US-amerikanischer Politiker
- Bisbee, Jasper (1843–1935), US-amerikanischer Old-Time-Musiker

### Bisc

#### Bisca
- Biscaldi, Giampiero (1937–2014), italienischer Automobilrennfahrer
- Biščan, Darijo (* 1985), slowenischer Fußballspieler
- Biscan, Egon (1940–2023), deutscher Volksschauspieler und Regisseur
- Bišćan, Igor (* 1978), kroatischer Fußballspieler und -trainer
- Biscardi, Aldo (1930–2017), italienischer Journalist und TV-Moderator
- Biscardi, Chester (* 1948), US-amerikanischer Komponist und Musikpädagoge
- Biscaretti di Ruffia, Carlo (1879–1959), italienischer Industriedesigner und Grafiker
- Biscaretti di Ruffia, Roberto (1845–1940), italienischer Unternehmer und Politiker
- Biscarras, Jean-Armand de Rotondis de († 1702), französischer Bischof
- Biscay, Hillary (* 1978), US-amerikanische Triathletin
- Biscaye, Delphine, französische Maschinenbauingenieurin und Konstrukteurin
- Biscayzacú, Gustavo (* 1978), uruguayischer Fußballspieler

#### Bisce
- Bisceglia, Jacques (1940–2013), französischer Jazz-Fotograf, Musikproduzent, Autor und Comicsammler

#### Bisch
- Bisch, Art (1926–1958), US-amerikanischer Automobilrennfahrer
- Bischara, Asmi (* 1956), israelisch-arabischer Politiker
- Bischarjan, Heghine (* 1961), armenische Politikerin, Abgeordnete, Pädagogin und Hochschulrektorin
- Bischeck, Horst (* 1918), deutscher LPG-Vorsitzender und Mitglied der Volkskammer der DDR
- Bischel, Franz Josef (1938–2021), deutscher Politiker (CDU), MdL
- Bischew, Wiljan (* 1993), bulgarisch-US-amerikanischer Fußballspieler
- Bischi, Fahd al-Harifi al- (* 1965), saudi-arabischer Fußballspieler
- Bischi, Muhammad al- (* 1987), saudi-arabischer Fußballspieler
- Bischimbajew, Quandyq (* 1980), kasachischer Politiker
- Bischindeegiin Urantungalag (* 1977), mongolische Bogenschützin
- Bischitzky, Vera (* 1950), deutsche Slawistin und Übersetzerin
- Bischko, Johannes (1922–2004), österreichischer Mediziner
- Bischl, Matthias (* 1988), deutscher Biathlet
- Bischlam, Gegner des Wiederaufbaus des jüdischen Tempels nach der Rückkehr aus dem Babylonischen Exil
- Bischler, August (1865–1957), russisch-schweizerischer Chemiker
- Bischler, Beate (* 1968), deutsche Judoka
- Bischler, Rut (* 1937), Schweizer Cellistin und Art-brut-Malerin
- Bischler, Winfried (* 1953), deutscher Polizist
- Bischof, Alexis (1857–1922), anhaltischer Industrieller
- Bischof, Andrea (* 1963), österreichische Malerin
- Bischof, August (1889–1979), deutscher Glaskünstler
- Bischof, Carl (1812–1884), deutscher Bergbautechniker und Hüttenmeister
- Bischof, Christian (* 1982), deutscher Organist, stellv. Diözesanmusikdirektor, Kirchenmusiker und OrgelsachverständigerChristian Bischof (* 1982)

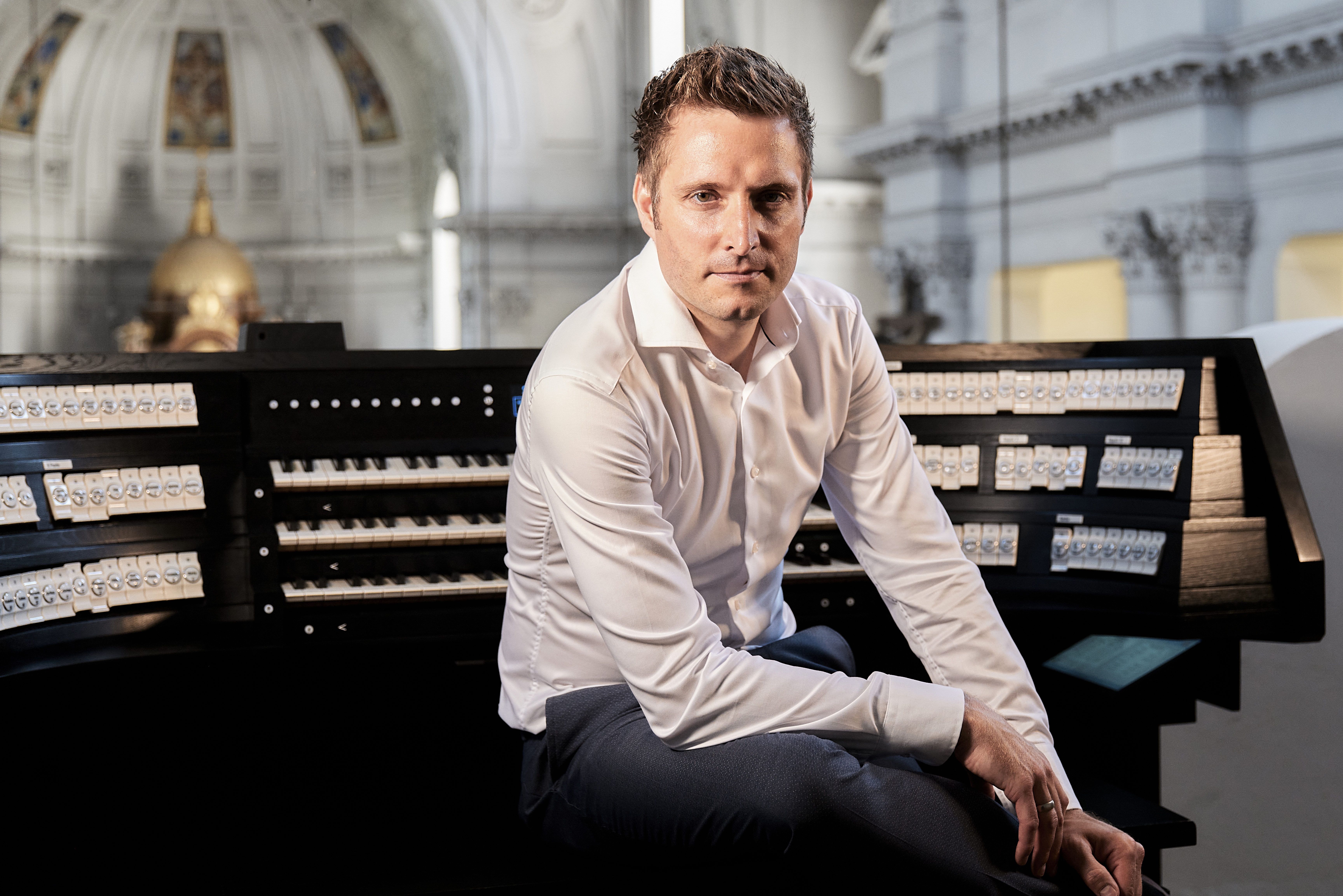
Christian Bischof (* 1982)

- Bischof, Eric, deutscher Politiker (Volt)
- Bischof, Erich A. (1899–1990), deutscher Grafiker
- Bischof, Erwin (1940–2015), Schweizer Unternehmensberater und Politiker
- Bischof, Frank-Peter (* 1954), deutscher Kanute
- Bischof, Franz Xaver (* 1955), schweizerischer römisch-katholischer Theologe
- Bischof, Friedrich (1891–1941), Vorstandsmitglied der Deutsche Zündholzfabriken AG, Anhaltischer Landtagsabgeordneter
- Bischof, Gerald (* 1960), österreichischer Kommunalpolitiker (SPÖ)
- Bischof, Gerd (* 1953), deutscher Brigadegeneral der Luftwaffe der Bundeswehr
- Bischof, Gottfried († 1688), deutscher Prämonstratenserabt
- Bischof, Günter (* 1953), österreichisch-amerikanischer Historiker und Universitätsprofessor
- Bischof, Hans (1899–1974), österreichischer Politiker (ÖVP), Mitglied des Bundesrates
- Bischof, Hans Ludwig (1930–2010), deutscher Mediziner
- Bischof, Hans-Peter (* 1947), österreichischer Politiker (ÖVP), Vorarlberger Landesstatthalter und Landesrat
- Bischof, Hardi (* 1957), Schweizer Politiker (SD)
- Bischof, Hermann (* 1954), österreichischer Rennfahrer
- Bischof, Horst (* 1967), österreichischer Informatiker
- Bischof, Hugo (1892–1971), deutscher Politiker (KPD), MdL
- Bischof, Ingo (1951–2019), deutscher MusikerIngo Bischof (1951–2019)

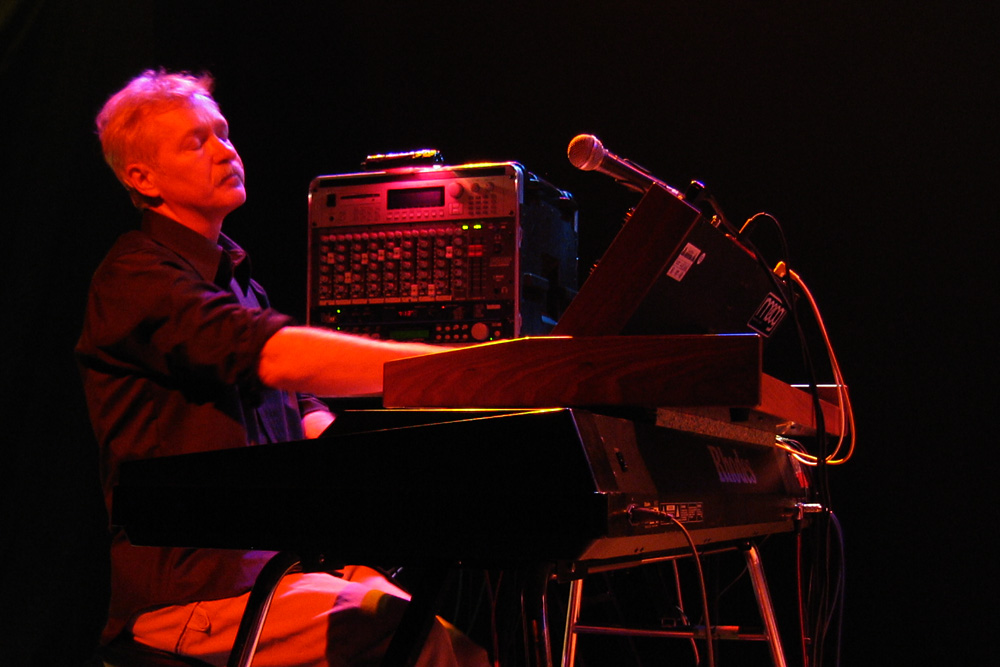
Ingo Bischof (1951–2019)

- Bischof, Jannis (* 1978), deutscher Wirtschaftswissenschaftler und Hochschullehrer
- Bischof, Julie (1921–2006), österreichische Politikerin (SPÖ), Steirische Landtagsabgeordnete
- Bischof, Jürgen (* 1941), deutscher Geräteturner und Olympiateilnehmer
- Bischof, Kai (* 1970), deutscher Biologe, Botaniker, Hochschullehrer
- Bischof, Karl Gustav (1792–1870), deutscher Geologe und Chemiker
- Bischof, Kolumban (1674–1740), Bibliothekar des Klosters St. Gallen
- Bischof, Kurt (1929–2009), deutscher Glaskünstler
- Bischof, Lea (1936–2007), Schweizer Jazzsängerin
- Bischof, Leopold (1916–2012), österreichischer Arzt
- Bischof, Linde (* 1945), deutsche Malerin und Grafikerin
- Bischof, Manfred (* 1973), liechtensteinisch-österreichischer Politiker (FBP)
- Bischof, Marco (* 1947), Schweizer Sachbuchautor
- Bischof, Martina (* 1957), deutsche Kanutin
- Bischof, Nathalie (* 1979), deutsche FußballspielerinNathalie Bischof (* 1979)

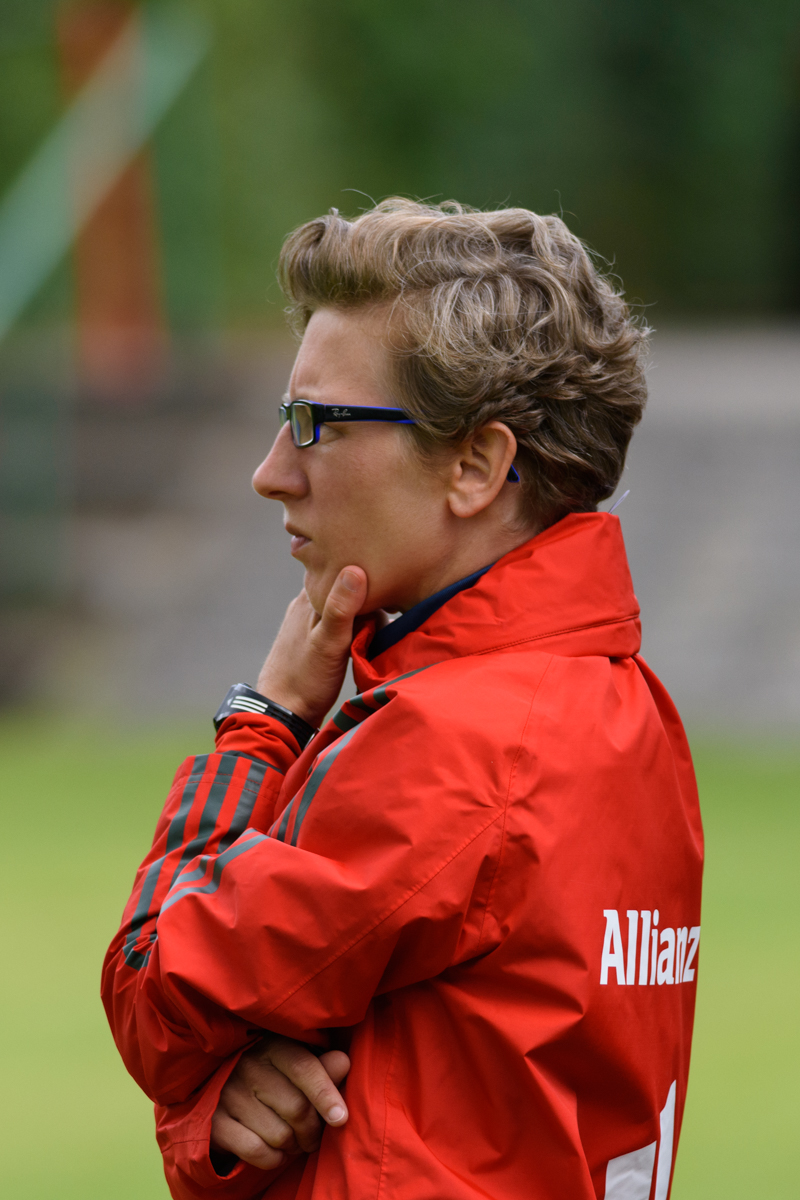
Nathalie Bischof (* 1979)

- Bischof, Noah (* 2002), österreichischer Fußballspieler
- Bischof, Norbert (* 1930), deutscher Psychologe
- Bischof, Ole (* 1979), deutscher Judoka
- Bischof, Otto (1904–1978), deutscher Kommunalpolitiker (CDU)
- Bischof, Peter, deutscher Baumeister und Bildhauer
- Bischof, Peter (1934–2021), österreichischer Maler und Grafiker
- Bischof, Philipp († 1535), Bürgermeister von Danzig und königlicher Burggraf in der Stadt
- Bischof, Pirmin (* 1959), Schweizer Politiker
- Bischof, Rainer (* 1947), österreichischer Komponist
- Bischof, Rita (* 1948), deutsche Philosophin und Soziologin
- Bischof, Roland (* 1965), deutscher Unternehmer
- Bischof, Tamara (* 1963), deutsche Juristin und Kommunalpolitikerin
- Bischof, Tom (* 2005), deutscher Fußballspieler
- Bischof, Walter (1919–1968), deutscher Glaskünstler
- Bischof, Werner (1916–1954), Schweizer Fotograf
- Bischof, Willy (1945–2019), Schweizer Radiojournalist und Jazzmusiker
- Bischof, Wolfgang (* 1960), deutscher Geistlicher, Weihbischof der Erzdiözese München und FreisingWolfgang Bischof (* 1960)

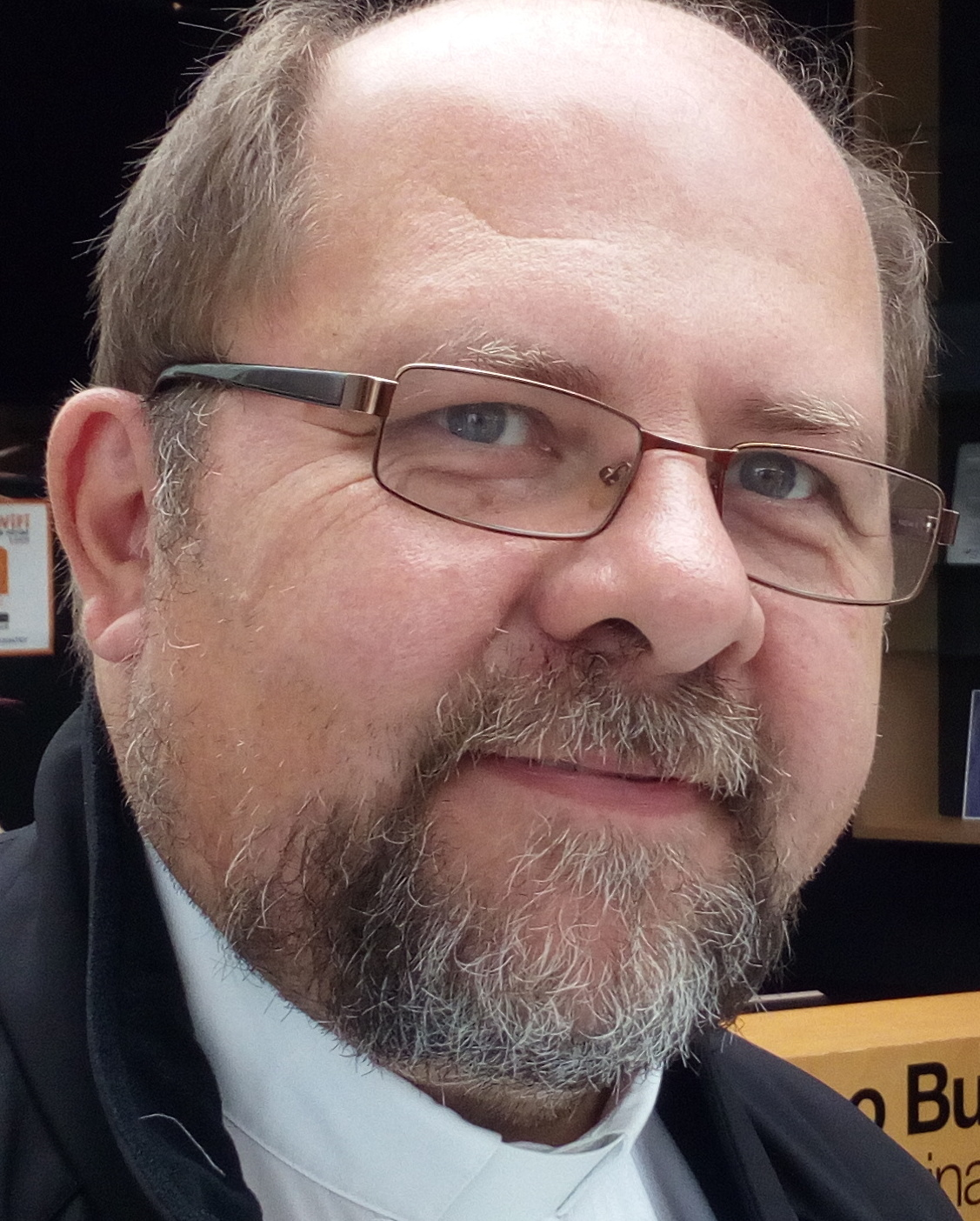
Wolfgang Bischof (* 1960)

- Bischof-Köhler, Doris (* 1936), deutsche Psychologin und Sozialwissenschaftlerin
- Bischofberger, Alois (1868–1955), österreichischer Politiker; Landtagsabgeordneter zum Vorarlberger Landtag
- Bischofberger, Andri (* 1998), Schweizer Unihockeyspieler
- Bischofberger, Bartholomäus (1623–1698), Schweizer Pfarrer und Chronist
- Bischofberger, Beda Oskar (1834–1926), Schweizer Politiker
- Bischofberger, Bruno (* 1940), Schweizer Galerist und Sammler
- Bischofberger, Conny (* 1960), österreichische JournalistinConny Bischofberger (* 1960)

Conny Bischofberger (* 1960)

- Bischofberger, Erwin (1936–2012), schwedischer Jesuit und Medizinethiker
- Bischofberger, Helen (* 1957), liechtensteinische Leichtathletin
- Bischofberger, Ivo (* 1958), Schweizer Politiker (CVP)
- Bischofberger, Johann Konrad (1803–1866), Schweizer Baumeister
- Bischofberger, Johannes (* 1994), österreichischer Eishockeyspieler
- Bischofberger, Marc (* 1991), Schweizer Freestyle-Skisportler
- Bischofberger, Marie-Louise, Schweizer Dramaturgin, Librettistin, Choreografin und Regisseurin
- Bischofberger, Nicola (* 1994), Schweizer Unihockeyspieler
- Bischofberger, Norbert (* 1956), österreichischer Biochemiker, Entwickler von Tamiflu
- Bischofberger, Norbert (* 1964), Schweizer Journalist, Redaktor und Theologe
- Bischoff, Achilles (1795–1867), Schweizer Politiker
- Bischoff, Addi (* 1955), deutscher Mineraloge
- Bischoff, Alexander (* 1992), deutscher Handballspieler
- Bischoff, Amaury (* 1987), französisch-portugiesischer Fußballspieler
- Bischoff, Andreas (1812–1875), Schweizer Kaufmann, Entomologe, Sammler und Mäzen
- Bischoff, Anna Catharina (1719–1787), Gattin des Pfarrers Lucas Gernler (1975 als Mumie aufgefundene)
- Bischoff, August (1876–1965), deutscher Bildhauer
- Bischoff, Bastian (* 1984), deutscher Fußballspieler
- Bischoff, Bengta (1909–1987), deutsche Laienerzählerin und Romanautorin
- Bischoff, Bernhard (1906–1991), deutscher Paläograph und Mittellateiner
- Bischoff, Bernhard (1932–2008), deutscher Kunsthistoriker und Kunstpädagoge
- Bischoff, Bernhard (* 1973), Schweizer Kunsthändler und Galerist
- Bischoff, Bodo (* 1952), deutscher Musikwissenschaftler
- Bischoff, Bruno (1855–1911), deutsch-böhmischer Historiker und Kunsthistoriker
- Bischoff, Carl (1835–1900), deutscher Verwaltungsjurist und Parlamentarier
- Bischoff, Carl Adam (1855–1908), deutscher Chemiker
- Bischoff, Charitas (1848–1925), deutsche Schriftstellerin
- Bischoff, Charlotte (1901–1994), deutsche Widerstandskämpferin
- Bischoff, Christian (* 1976), deutscher Persönlichkeitstrainer und Autor, ehemaliger Basketballspieler
- Bischoff, Christoph Heinrich Ernst (1781–1861), deutscher Mediziner und Pharmakologe
- Bischoff, Clement (* 2005), dänischer Fußballspieler
- Bischoff, Cornelius (1928–2018), deutscher Drehbuchautor, literarischer Übersetzer aus dem Türkischen ins Deutsche
- Bischoff, David (1951–2018), US-amerikanischer Science-Fiction-Autor
- Bischoff, Diedrich (1866–1946), deutscher Freimaurer und Schriftsteller
- Bischoff, Dieter (* 1946), deutscher Strafverteidiger und Unternehmer in der Mineralölbranche
- Bischoff, Diether (1922–2014), deutscher Jurist und Richter
- Bischoff, Dietrich (1907–1949), deutscher Anglist, Historiker und Hochschullehrer
- Bischoff, Doerte (* 1966), deutsche Germanistin
- Bischoff, Eduard (1890–1974), deutscher Maler und Bildhauer
- Bischoff, Egon (1934–2018), deutscher Tänzer, Choreograf und Ballettdirektor
- Bischoff, Emil (1847–1921), Schweizer Unternehmer und Politiker
- Bischoff, Eric (* 1955), US-amerikanischer Wrestler, Präsident und Chefbooker der World Championship WrestlingEric Bischoff (* 1955)

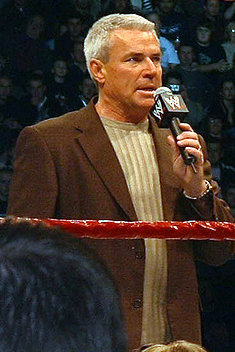
Eric Bischoff (* 1955)

- Bischoff, Erich (1865–1936), deutscher Orientalist, Germanist, Religionsforscher, Autor und Übersetzer
- Bischoff, Ernst (1858–1922), deutscher Klassischer Philologe und Gymnasiallehrer
- Bischoff, Ernst (1868–1957), österreichischer Psychiater und Neuropathologe
- Bischoff, Ferdinand (1838–1909), deutscher Bergingenieur und Hüttenchemiker
- Bischoff, Frank M. (* 1959), deutscher Archivar und Historiker
- Bischoff, Franz (1864–1929), US-amerikanischer Künstler
- Bischoff, Friedrich (1819–1873), deutscher Genremaler
- Bischoff, Friedrich (1861–1920), deutscher Reeder und Kaufmann
- Bischoff, Friedrich (1896–1976), deutscher Schriftsteller und Rundfunkpionier
- Bischoff, Friedrich (1909–1987), deutscher neuapostolischer Geistlicher
- Bischoff, Friedrich Alexander (1928–2009), österreichischer Ostasienwissenschaftler
- Bischoff, Friedrich Wilhelm August (1804–1857), deutscher Jurist
- Bischoff, Fritz (1900–1945), deutscher kommunistischer Widerstandskämpfer gegen den Nationalsozialismus
- Bischoff, Fritz (* 1905), deutscher Regattasegler
- Bischoff, Fritz (* 1915), deutscher Ringer
- Bischoff, Fritz (* 1949), deutscher Fußballspieler und Trainer
- Bischoff, Gabriele (* 1961), deutsche Gewerkschafterin und Politikerin (SPD)Gabriele Bischoff (* 1961)

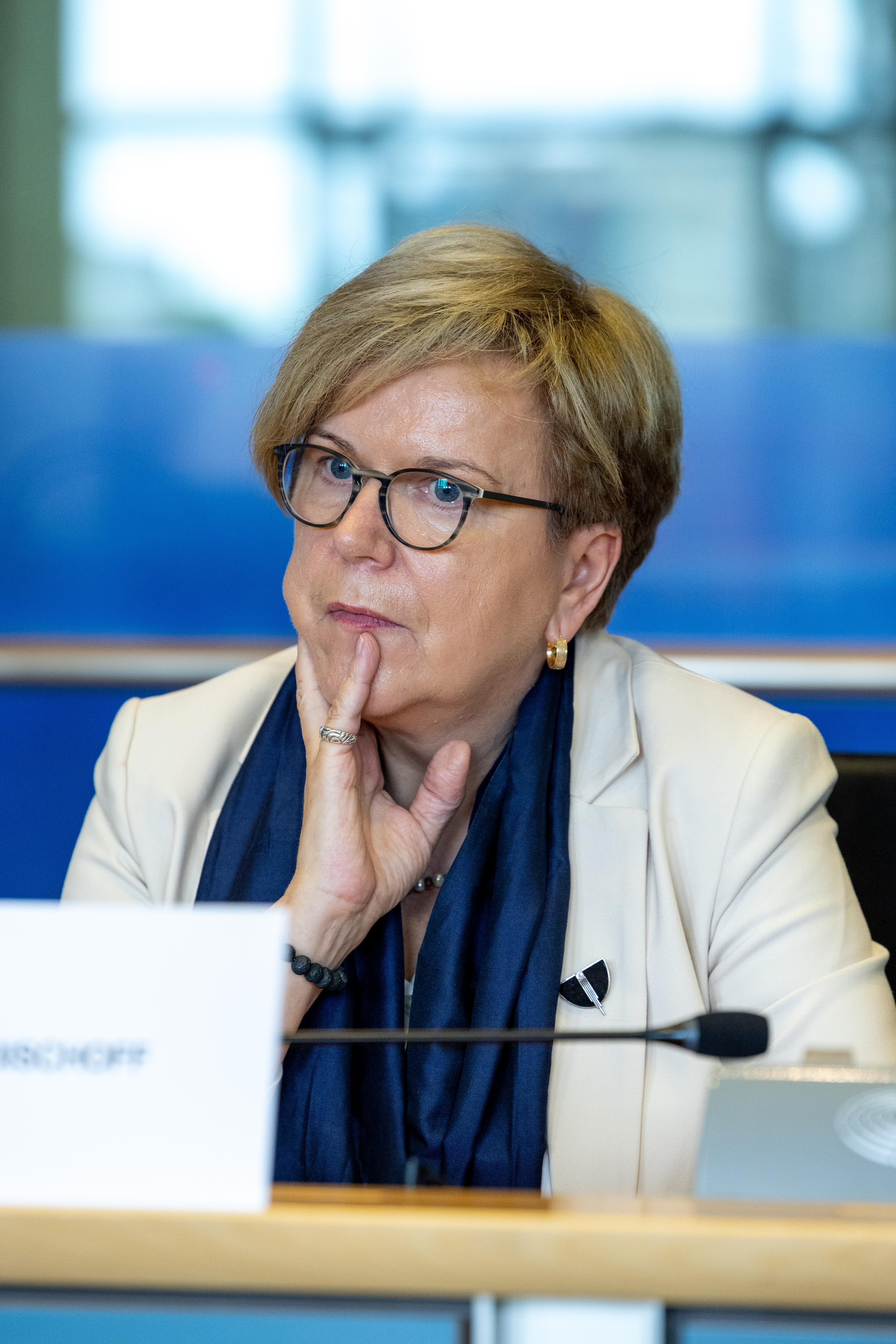
Gabriele Bischoff (* 1961)

- Bischoff, Georg (1875–1937), deutscher Politiker (Wirtschaftspartei), MdL
- Bischoff, Gerhard (1925–2001), deutscher Geologe
- Bischoff, Gilbert (* 1951), Schweizer Radrennfahrer
- Bischoff, Gottlieb Wilhelm (1797–1854), deutscher Botaniker und Hochschulprofessor
- Bischoff, Hans (1852–1889), deutscher Pianist, Klavierlehrer und Herausgeber
- Bischoff, Hans (1889–1960), deutscher Entomologe
- Bischoff, Hans (1894–1943), deutscher Kinderarzt und Hochschullehrer
- Bischoff, Heiko, deutscher Basketballtrainer
- Bischoff, Heinrich (1867–1940), belgischer Germanist und Literaturkritiker
- Bischoff, Heinrich (1904–1964), deutscher Blockführer im KZ Auschwitz
- Bischoff, Heinrich (1906–1941), deutscher Klassischer Philologe
- Bischoff, Heinz (1898–1963), deutscher Gitarrist, Harfenist, Komponist und Musikpädagoge
- Bischoff, Helmut (1908–1993), deutscher SS-Obersturmbannführer und Oberregierungsrat, Leiter diverser Staatspolizeistellen im Dritten Reich
- Bischoff, Herbert (1910–1971), deutscher SS-Führer
- Bischoff, Herbert (* 1931), deutscher FDGB-Funktionär
- Bischoff, Hermann (1868–1936), deutscher Komponist
- Bischoff, Hermann (1875–1959), deutscher Politiker (KPD/SED), MdL Thüringen
- Bischoff, Hieronymus (1795–1870), Schweizer Bankier, Politiker und Mäzen
- Bischoff, Hinrich (1936–2005), deutscher Unternehmer
- Bischoff, Horst (1936–2024), deutscher Offizier des Ministeriums für Staatssicherheit der DDR
- Bischoff, Ignaz (1856–1917), deutscher Geodät
- Bischoff, Ignaz Rudolf (1784–1850), österreichischer Arzt
- Bischoff, Joachim (* 1944), deutscher Politiker (Die Linke), MdHB
- Bischoff, Jochen (* 1979), deutscher Basketballspieler
- Bischoff, Johann, deutscher Schriftsteller
- Bischoff, Johann (* 1951), deutscher Medienwissenschaftler, Medienpädagoge und Mediendidaktiker
- Bischoff, Johann Arnold (1796–1871), deutscher Tuchfabrikant und Handelsgerichtspräsident
- Bischoff, Johann Gottfried (1871–1960), Stammapostel der Neuapostolischen Kirche
- Bischoff, Johann Jacob (1841–1892), Schweizer Chirurg und Gynäkologe
- Bischoff, Johannes (1874–1936), deutscher Opernsänger (Bassbariton), Theaterschauspieler und -regisseur
- Bischoff, Johannes E. (1913–2004), deutscher Archivar
- Bischoff, Josef (1872–1948), deutscher Offizier und Freikorpsführer im Baltikum
- Bischoff, Josef Maria (* 1955), deutscher Politiker (SPD), Bauingenieur, Volkskammerabgeordneter
- Bischoff, Joseph Eduard Konrad (1828–1920), katholischer Pfarrer und Schriftsteller
- Bischoff, Karl (1897–1950), deutscher Bauingenieur, hochrangiges SS-Mitglied, Holocaust-Täter
- Bischoff, Karl (1905–1983), deutscher Germanist
- Bischoff, Karl Heinrich (1900–1978), deutscher Verleger und Schriftsteller
- Bischoff, Klaus (* 1961), deutscher Schachspieler
- Bischoff, Leyla (* 1999), deutsche Schauspielerin
- Bischoff, Lisbeth (* 1955), österreichische FernsehmoderatorinLisbeth Bischoff (* 1955)

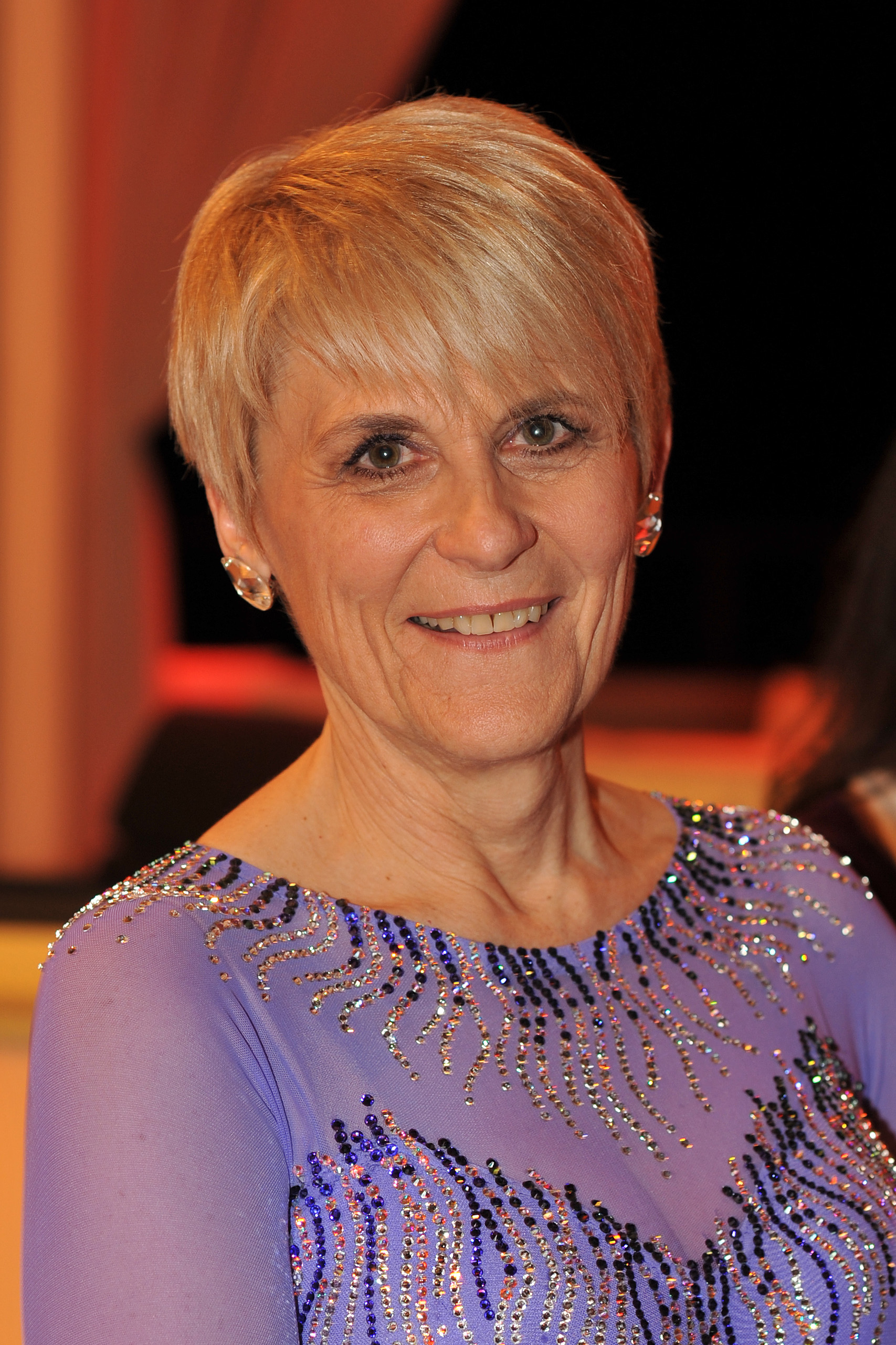
Lisbeth Bischoff (* 1955)

- Bischoff, Ludwig (1794–1867), deutscher Pädagoge, Musiker, Kritiker und Verleger
- Bischoff, Manfred (* 1942), deutscher Manager
- Bischoff, Manfred (* 1968), deutscher Bauingenieur
- Bischoff, Manon (* 1990), deutsche Wissenschaftsjournalistin und Redakteurin
- Bischoff, Marc (* 1969), deutscher Schauspieler
- Bischoff, Marcus (* 1980), deutscher Metal-SängerMarcus Bischoff (* 1980)

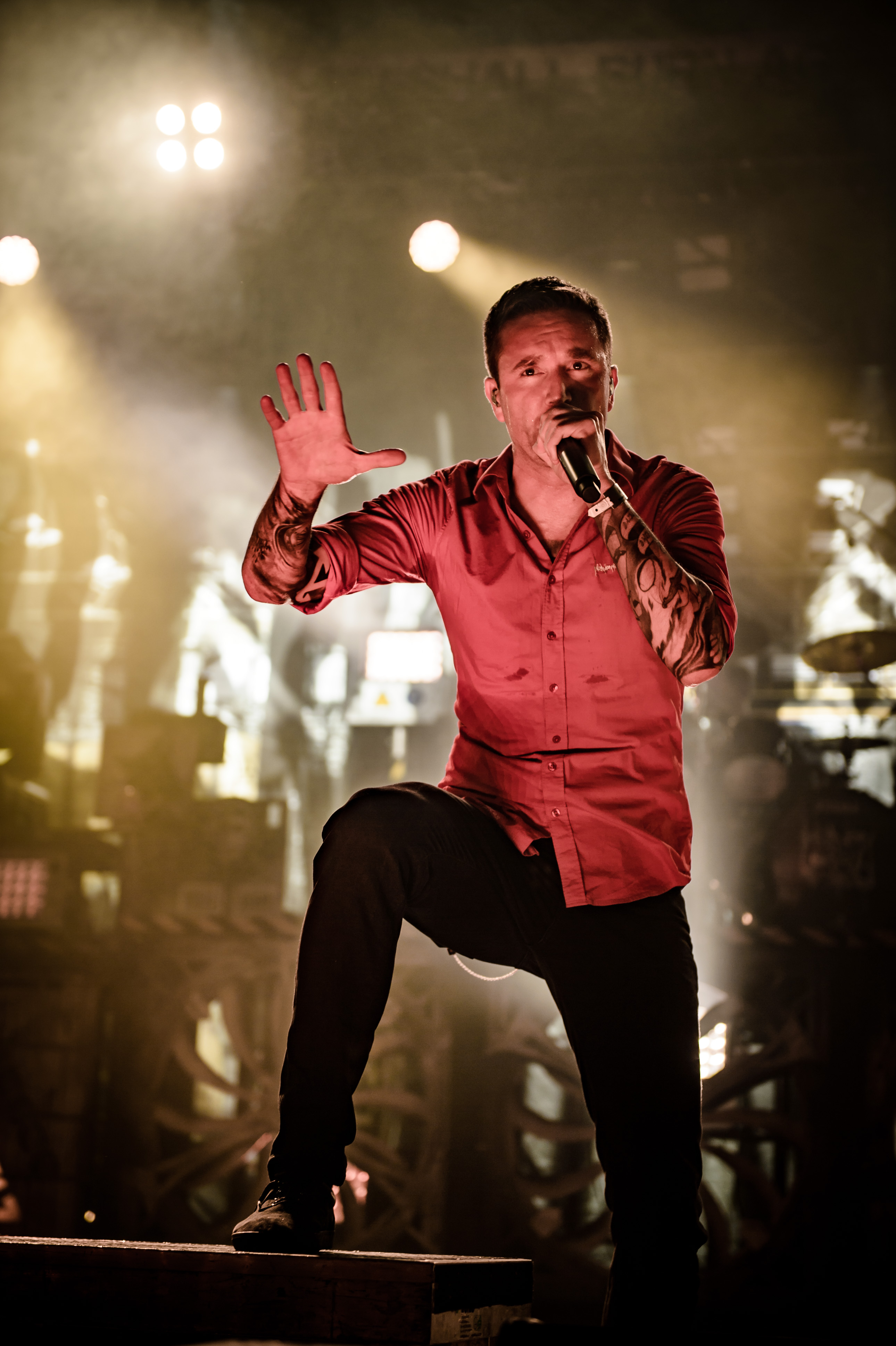
Marcus Bischoff (* 1980)

- Bischoff, Marion (* 1977), deutsche Pädagogin und Autorin
- Bischoff, Markus (* 1956), Schweizer Rechtsanwalt und Kantonsrat der Alternativen Liste
- Bischoff, Markus (* 1962), deutscher Koch
- Bischoff, Melchior (1547–1614), deutscher Kirchenlieddichter und Geistlicher
- Bischoff, Michael (* 1949), deutscher Übersetzer
- Bischoff, Michael (* 1970), deutscher Kunsthistoriker
- Bischoff, Mike (* 1965), deutscher Politiker (SPD), MdL
- Bischoff, Mikkel (* 1982), dänisch-kenianischer Fußballspieler
- Bischoff, Nikolas C. G. (1893–1962), Schweizer Redakteur, Politiker und Oberstleutnant
- Bischoff, Norbert (1894–1960), österreichischer Diplomat
- Bischoff, Norbert (* 1950), deutscher Politiker (SPD), MdL
- Bischoff, Norbert (1959–1993), deutscher Liedermacher
- Bischoff, Oskar (1912–1985), deutscher Dichter Pfälzer Mundart
- Bischoff, Ottobald (1821–1887), deutscher Theologe, Lehrer und Schriftsteller
- Bischoff, Paul (1935–2019), deutscher Komponist, Liedermacher und Chorleiter
- Bischoff, Peter (1655–1721), deutscher Kaufmann und Bürgermeister
- Bischoff, Peter (1904–1976), deutscher Regattasegler
- Bischoff, Philipp Jakob (1889–1959), deutscher Politiker (CDU), MdL
- Bischoff, Pierre (* 1984), deutscher Extremsportler
- Bischoff, Rainer (* 1958), deutscher Politiker (SPD), MdL
- Bischoff, Ramon (* 1993), Schweizer Komponist und Toningenieur
- Bischoff, Robert (1899–1945), US-amerikanischer Filmeditor
- Bischoff, Roger (* 1947), deutsch-amerikanischer Bildhauer und Maler
- Bischoff, Rolf (* 1934), deutscher Jurist, Richter am deutschen Bundesgerichtshof (1983–1999)
- Bischoff, Rudolph (1861–1948), österreichischer Rechts- und Sozialwissenschaftler
- Bischoff, Sabine (1958–2013), deutsche Florettfechterin und Olympiasiegerin
- Bischoff, Samuel (1890–1975), US-amerikanischer Filmproduzent
- Bischoff, Theo (1926–1997), deutscher Agrarwissenschaftler, insbesondere der Verfahrenstechnik in der Tierproduktion
- Bischoff, Theodor von (1807–1882), deutscher Anatom und PhysiologeTheodor von Bischoff (1807–1882)
- Bischoff, Thilo (* 1974), deutscher Koch

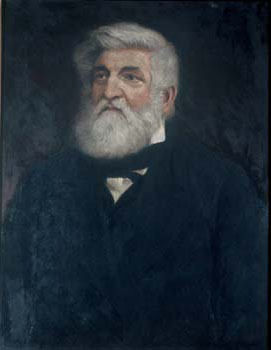
Theodor von Bischoff (1807–1882)

- Bischoff, Thomas (* 1957), deutscher Theaterregisseur
- Bischoff, Thorsten (* 1975), deutscher politischer Beamter (SPD)
- Bischoff, Ulrich (* 1947), deutscher Kunsthistoriker, Museumsleiter und Publizist
- Bischoff, Volker (* 1943), deutscher Amerikanist und Hochschullehrer
- Bischoff, Walter (1928–2016), deutscher Bergingenieur und Fachbuchautor
- Bischoff, Werner (* 1947), deutscher Politiker (SPD), MdL
- Bischoff, Wilhelm (1832–1913), Schweizer Politiker, Regierungsrat des Kantons Basel-Stadt
- Bischoff, Wilhelm (* 1920), deutscher NDPD-Funktionär
- Bischoff, Willi (* 1886), deutscher Verleger
- Bischoff, Winfried (1941–2023), deutscher Manager
- Bischoff, Wolfgang (* 1945), deutscher Herpetologe
- Bischoff-Culm, Ernst (1870–1917), deutscher Maler
- Bischoff-Hanft, Maresi (1931–2013), deutsche Schauspielerin, Synchronsprecherin und Hörspielsprecherin
- Bischoff-Luithlen, Angelika (1911–1981), deutsche Volkskundlerin
- Bischoff-Pflanz, Heidemarie (* 1942), deutsche Erzieherin und Politikerin (AL)
- Bischoffshausen, Alexander von (1846–1928), deutscher Staatsbeamter und Landschaftsmaler
- Bischoffshausen, Edwin von (1810–1884), kurhessischer und preußischer Politiker, Mitglied der kurhessischen Ständeversammlung
- Bischoffshausen, Hans (1927–1987), österreichischer Maler
- Bischoffshausen, Heino von (1855–1933), deutscher Verwaltungsbeamter
- Bischoffshausen, James von (1813–1880), preußischer Generalmajor, Kommandant von Stralsund
- Bischoffshausen, Lothar von (1897–1970), deutscher Oberst, Regimentskommandeur im Zweiten Weltkrieg
- Bischoffsheim, Jonathan-Raphaël (1808–1883), deutsch-belgischer Privatbankier, Unternehmer, Philanthrop und Mäzen
- Bischoffsheim, Louis-Raphaël (1800–1873), deutscher Bankier
- Bischoffwerder, Ferdinand von (1795–1858), preußischer Generalleutnant, Kommandeur der 11. Kavallerie-Brigade
- Bischoffwerder, Hans Rudolf von (1741–1803), preußischer Generalmajor; Außenminister und Günstling Friedrich Wilhelms II. von Preußen
- Bischop, Dieter (* 1966), deutscher Archäologe
- Bischopinck, Bernhard, deutscher Missionar in Indien, Jesuit
- Bischopinck, Hermann († 1619), Generalvikar und Offizial im Bistum Münster
- Bischopinck, Johann († 1543), Titularbischof und Weihbischof in mehreren Bistümern
- Bischr ibn al-Barāʾ († 628), Gefährte des Propheten Mohammed
- Bischr ibn al-Muʿtamir († 825), Theologe der frühen Muʿtazila
- Bischri, Tariq al- (1933–2021), ägyptischer Rechtsgelehrter und Politiker

#### Bisci
- Biscia, Lelio (1575–1638), italienischer Kardinal und Bischof
- Biscione, Federico (* 1965), italienischer Komponist und Pianist
- Bisciotti, Steve (* 1960), US-amerikanischer Geschäftsmann, Unternehmer und Besitzer des NFL-Teams Baltimore Ravens

#### Bisco
- Biscoe, Charles (1875–1948), britischer Fechter
- Biscoe, Chris (* 1947), englischer Jazzsaxophonist, -klarinettist und -flötist
- Biscoe, John (1794–1843), englischer Entdecker
- Biscoe, Kate (* 1970), amerikanische Maskenbildnerin
- Biscogli, Francesco, italienischer Komponist
- Bisconti, David (* 1968), argentinischer Fußballspieler
- Bisconti, Fabrizio (1955–2022), italienischer Christliche Archäologe
- Bisconti, Roberto (* 1973), belgisch-italienischer Fußballspieler
- Biscossa, Giuseppe (1920–1995), Schweizer Journalist und Schriftsteller
- Biscotte, Mbala Mbuta (* 1985), kongolesischer Fußballspieler
- Biscotti, Rossella (* 1978), italienische Video-, Performance- und Installationskünstlerin

### Bise
- Bise, Emil, Schweizer Pokerspieler
- Bise, François (1928–1983), französischer Koch
- Bise, Juliette (1922–2011), Schweizer Gesangspädagogin
- Bisegger, Hanns (1905–1985), deutscher Textilfabrikant und Pelzeinzelhändler
- Bisel, Harry F. (1918–1994), US-amerikanischer Onkologe
- Bisel, Sara C. (1932–1996), US-amerikanische Archäologin und Anthropologin
- Biselli, Anna (* 1989), deutsche Journalistin
- Bisenz, Alexander (1962–2021), österreichischer Kabarettist und MalerAlexander Bisenz (1962–2021)

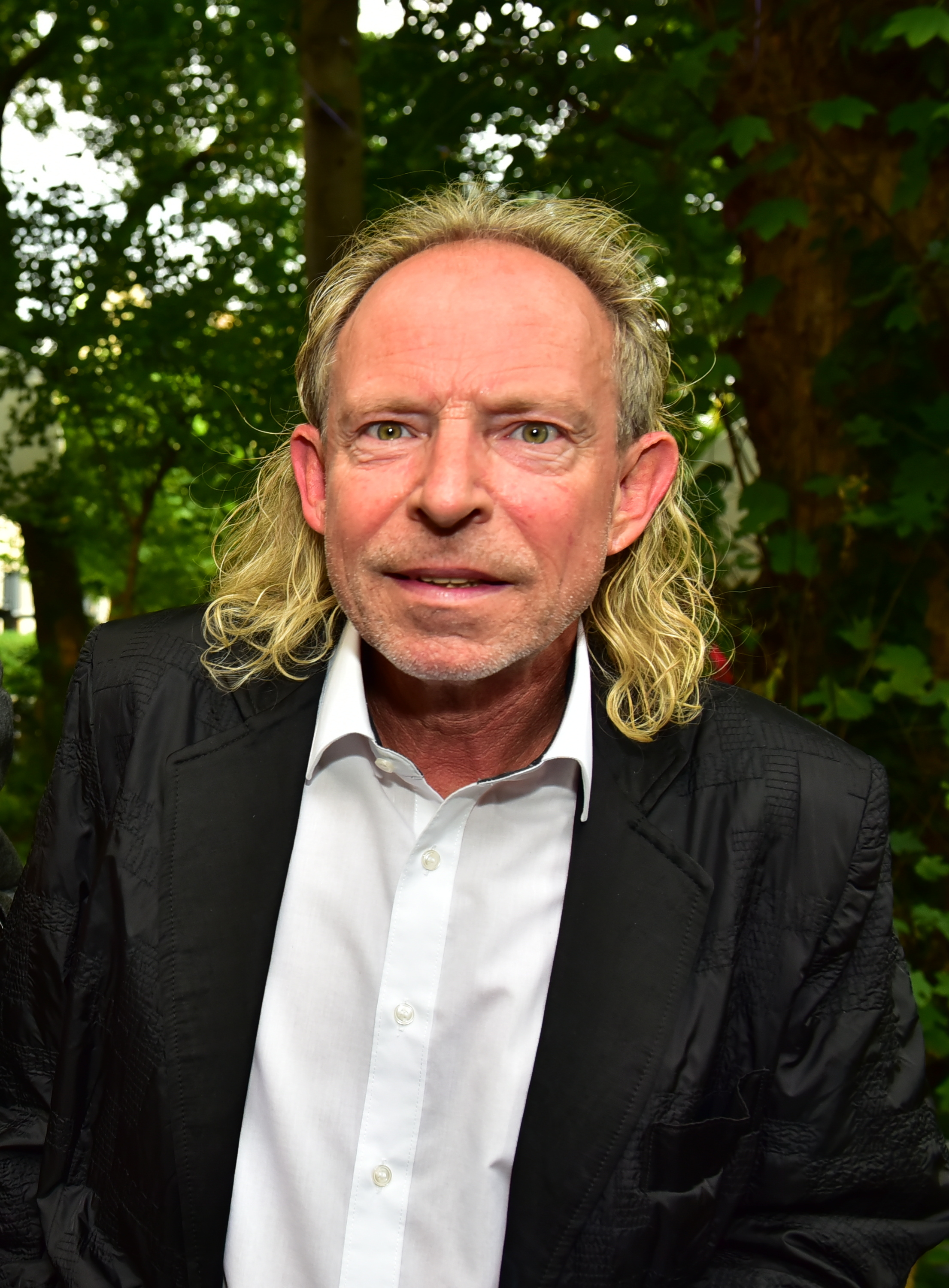
Alexander Bisenz (1962–2021)

- Bisenz, Fritz (* 1963), Schweizer Komikerin, Sängerin, Schauspielerin, Autorin und Regisseurin
- Biseo, Cesare (1843–1909), Genremaler des Orientalismus
- Biser, Eugen (1918–2014), deutscher Geistlicher, römisch-katholischer Theologe und ReligionsphilosophEugen Biser (1918–2014)

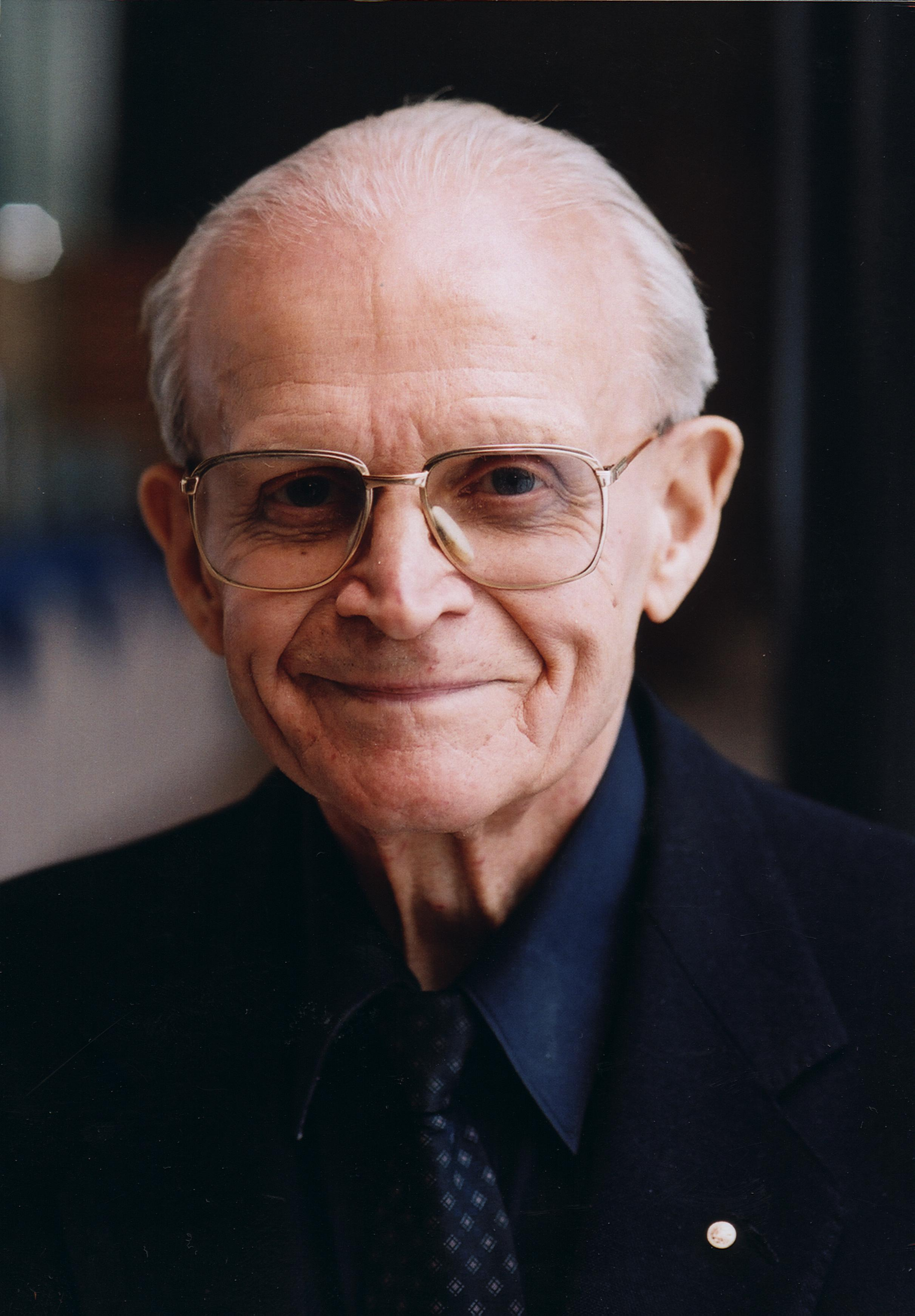
Eugen Biser (1918–2014)

- Biser, Roland (1922–1987), deutscher Politiker
- Bisericescu, Maria (* 2003), rumänische Sprinterin
- Biserko, Sonja (* 1948), jugoslawisch-serbische Autorin und Menschenrechtsaktivistin
- Bišers, Ilmārs (1930–2011), lettischer Politiker
- Biseswar, Diego (* 1988), surinamisch-niederländischer Fußballspieler
- Biseth, Tom Martin (* 1946), norwegischer Radrennfahrer
- Bisevac, Alen (* 1989), österreichischer Tennisspieler
- Biševac, Milan (* 1983), serbischer Fußballspieler

### Bisg
- Bisgaard Enevoldsen, Bertram (* 2006), dänischer Schauspieler
- Bisgaard, Bjarne (* 1951), dänischer Basketballspieler
- Bisgaard, Erik (1890–1987), dänischer Ruderer
- Bisgaard, Holger (1880–1943), dänischer Neurologe
- Bisgaard, Morten (* 1974), dänischer Fußballspieler
- Bisgaard, Sofia (* 2002), dänische Volleyball- und Beachvolleyballspielerin
- Bisges, Marcel, deutscher Jurist
- Bisguier, Arthur (1929–2017), US-amerikanischer Großmeister im Schach

### Bish
- Bish, Diane (* 1941), US-amerikanische Organistin, Komponistin und Produzentin
- Bisha, Ramiz (* 1967), albanischer Fußballspieler
- Bishanaku, Sokol (* 1971), albanischer Gewichtheber
- Bishandas, indischer Miniaturmaler
- Bishara, Joseph (* 1970), US-amerikanischer Filmkomponist und Schauspieler
- Bishay, Emmanuel (* 1972), ägyptischer Geistlicher, koptisch-katholischer Bischof von Luxor
- Bishé, Kerry (* 1984), US-amerikanische Schauspielerin
- Bishi Hamed Hamadan al- (* 1982), saudischer Leichtathlet
- Bishi, Abdulaziz al- (* 1994), saudi-arabischer Fußballspieler
- Bishi, Hamdan al (* 1981), saudischer Leichtathlet
- Bishi, Mohammed Ali al- (* 1989), saudischer Leichtathlet
- Bishil, Summer (* 1988), US-amerikanische Schauspielerin
- Bishop Briggs (* 1992), britische Alternative-/Electronic-MusikerinBishop Briggs (* 1992)

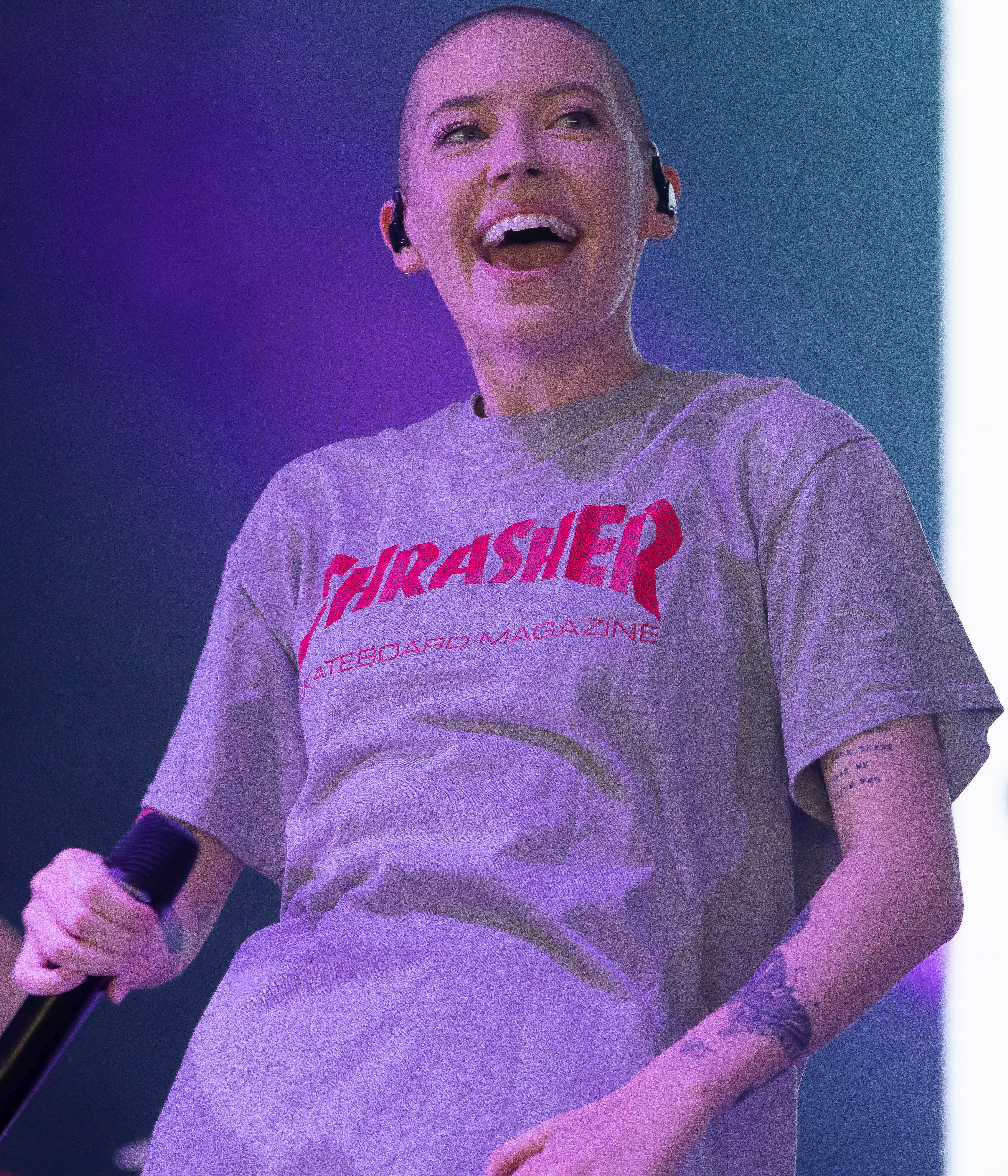
Bishop Briggs (* 1992)

- Bishop Bullwinkle (1948–2019), US-amerikanischer Pastor und Sänger
- Bishop Weiss, Mary Catherine (1930–1966), US-amerikanische Mathematikerin und Hochschullehrerin
- Bishop, Abby (* 1988), australische Basketballspielerin
- Bishop, Alan J. (1937–2023), britisch-australischer Mathematikpädagoge
- Bishop, Alan W. (1920–1988), britischer Pionier der Bodenmechanik
- Bishop, Andrew, US-amerikanischer Jazzmusiker
- Bishop, Andrew (* 1985), walisischer Rugby-Union-Spieler
- Bishop, Ann (1899–1990), britische Biologin und Mitglied der Royal Society
- Bishop, Anne (* 1955), US-amerikanische Schriftstellerin
- Bishop, Anthony (1971–2019), südafrikanischer Schauspieler
- Bishop, Arthur Gary (1952–1988), US-amerikanischer Serienmörder
- Bishop, Asher (* 2008), US-amerikanischer Schauspieler und Synchronsprecher
- Bishop, Barry (1932–1994), US-amerikanischer Bergsteiger
- Bishop, Ben (* 1986), US-amerikanischer Eishockeytorwart
- Bishop, Bernardine (1939–2013), britische Schriftstellerin
- Bishop, Bernice Pauahi (1831–1884), Adlige der Königsfamilie des Königreich Hawaiʻi und die letzte Angehörige der Stammeslinie der Kamehameha-Dynastie
- Bishop, Billy (1894–1956), kanadischer JagdfliegerBilly Bishop (1894–1956)

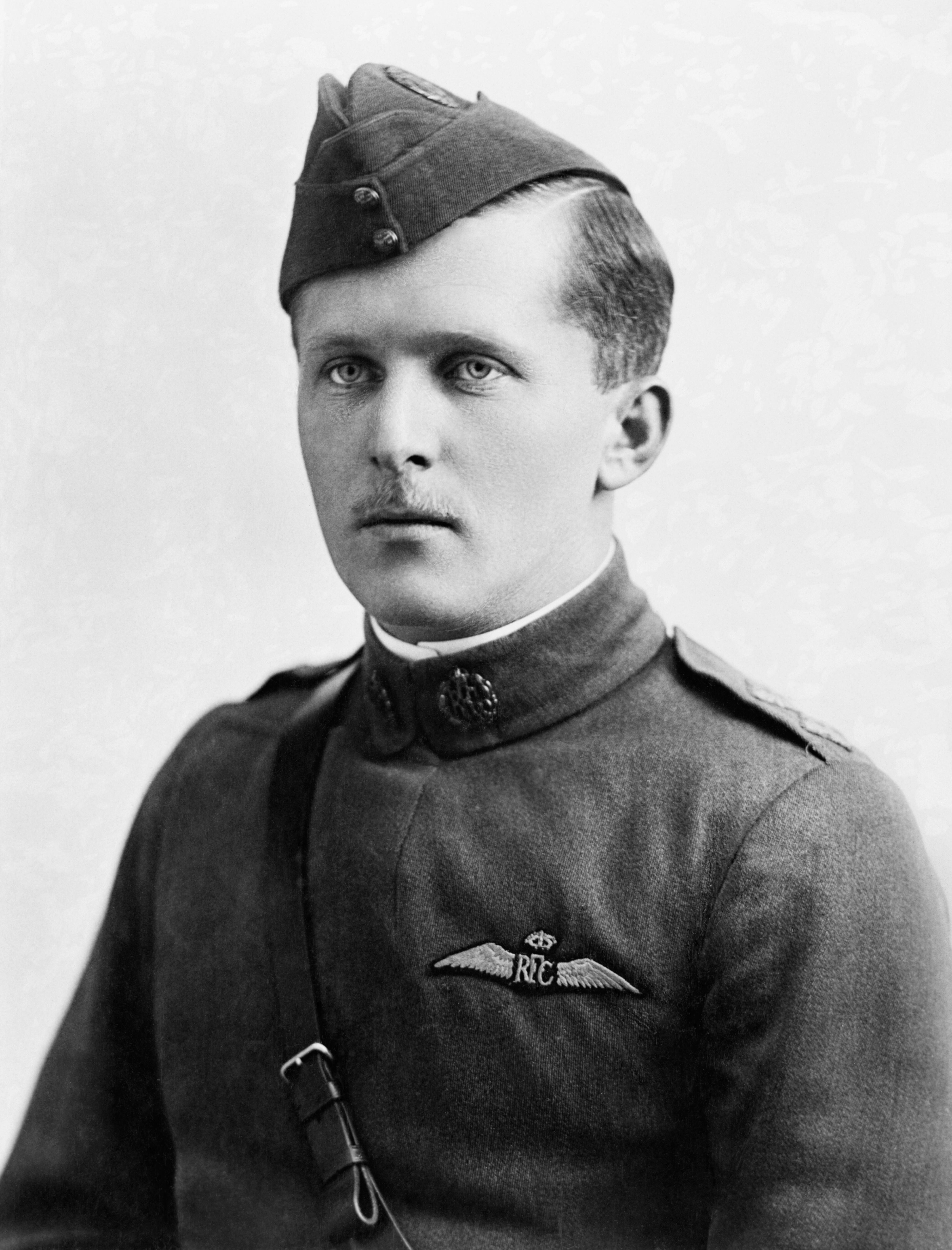
Billy Bishop (1894–1956)

- Bishop, Billy (1906–1995), amerikanischer Pianist und Bigband-Leader
- Bishop, Bob († 2014), US-amerikanischer Softwareentwickler
- Bishop, Bridget († 1692), britisch-amerikanische Frau, die als erste Person während der Hexenprozesse von Salem hingerichtet wurde
- Bishop, Bronwyn (* 1942), australische Politikerin
- Bishop, C. W. (1890–1971), US-amerikanischer Politiker
- Bishop, Caroline (1846–1929), englisch-britische Aktivistin für Kindergärten
- Bishop, Catherine (* 1971), britische Ruderin
- Bishop, Chris (* 1983), neuseeländischer Politiker der New Zealand National Party
- Bishop, Christopher (* 1959), britischer Informatiker
- Bishop, Clark (* 1996), kanadischer Eishockeyspieler
- Bishop, Daisy, US-amerikanische Schauspielerin
- Bishop, Dan (* 1964), US-amerikanischer Politiker (Republikanische Partei)
- Bishop, Ed (1932–2005), US-amerikanischer Schauspieler
- Bishop, Edmund (1846–1917), englischer Liturgiewissenschaftler
- Bishop, Edward, Baron Bishopston (1920–1984), britischer Politiker, Mitglied des House of Commons
- Bishop, Elizabeth (1911–1979), US-amerikanische Dichterin und SchriftstellerinElizabeth Bishop (1911–1979)

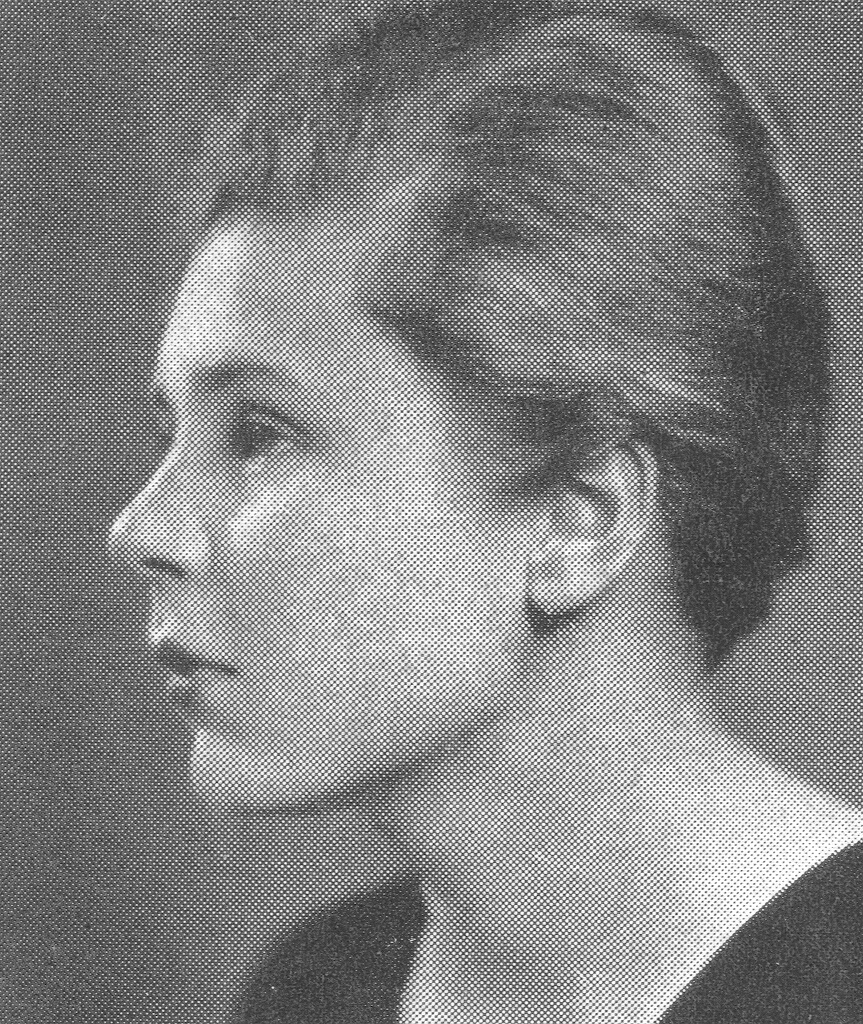
Elizabeth Bishop (1911–1979)

- Bishop, Elvin (* 1942), US-amerikanischer Sänger und Gitarrist
- Bishop, Errett (1928–1983), US-amerikanischer Mathematiker
- Bishop, Farzad, iranischer Autor und Luftwaffenexperte
- Bishop, George (1947–2005), US-amerikanischer Saxophonist
- Bishop, George H. (1889–1973), US-amerikanischer Neurophysiologe
- Bishop, Gilbert (* 1946), deutscher Sänger und Musiker
- Bishop, Henry Rowley (1786–1855), englischer Komponist
- Bishop, Hutchens Chew (1859–1937), amerikanischer Geistlicher
- Bishop, Ian (* 1965), englischer Fußballspieler
- Bishop, Isabel (1902–1988), US-amerikanische Künstlerin
- Bishop, Isabella (1831–1904), britische Reiseschriftstellerin
- Bishop, James (1816–1895), US-amerikanischer Politiker
- Bishop, James (* 1938), US-amerikanischer Diplomat
- Bishop, Jeb (* 1962), US-amerikanischer Jazz- und Improvisationsmusiker
- Bishop, Jennifer (* 1941), US-amerikanische Schauspielerin
- Bishop, Jeremiah (* 1976), US-amerikanischer Mountainbike- und Cyclocrossfahrer
- Bishop, Joe (1907–1976), US-amerikanischer Jazz-Arrangeur, Komponist und Flügelhornist
- Bishop, Joey (1918–2007), US-amerikanischer Entertainer, Schauspieler und Showmaster
- Bishop, John (1946–2011), US-amerikanischer Rhythm-and-Blues- und Jazz-Gitarrist
- Bishop, John (* 1966), britischer Schauspieler und Komiker
- Bishop, John (* 1969), amerikanischer Jazzmusiker (Schlagzeug) und Musikproduzent
- Bishop, John Michael (* 1936), US-amerikanischer Virologe
- Bishop, John Peale (1892–1944), US-amerikanischer Dichter
- Bishop, John R. (1901–1983), US-amerikanischer Techniker
- Bishop, Julie (1914–2001), US-amerikanische Schauspielerin
- Bishop, Julie (* 1956), australische Politikerin der konservativen Liberal Party
- Bishop, Kelly (* 1944), US-amerikanische SchauspielerinKelly Bishop (* 1944)

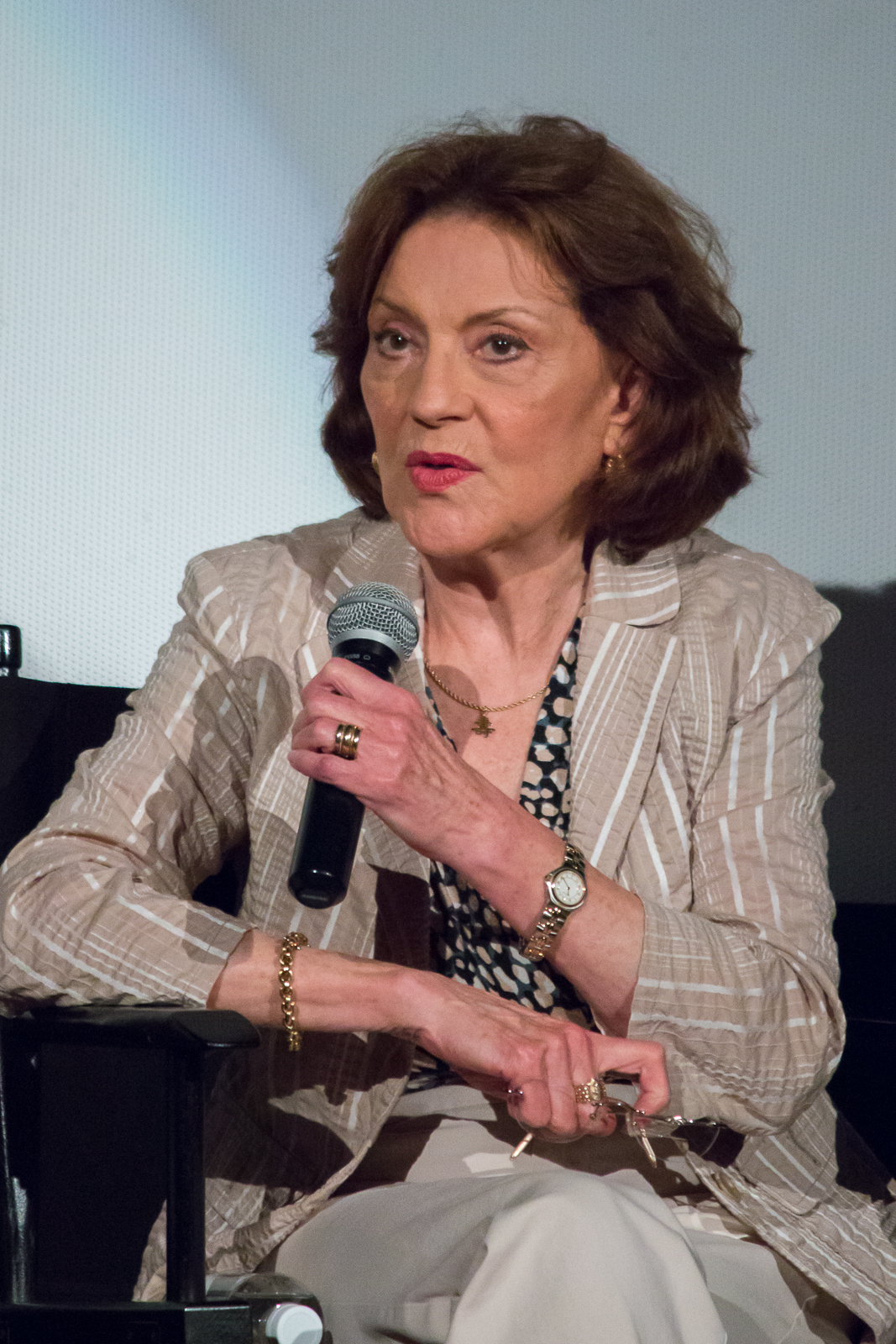
Kelly Bishop (* 1944)

- Bishop, Kevin (* 1980), britischer Schauspieler
- Bishop, Larry (* 1948), US-amerikanischer Schauspieler, Produzent, Regisseur und Drehbuchautor
- Bishop, Louis F. (1901–1986), amerikanischer Kardiologe und Sportmediziner
- Bishop, Matilda Ellen (1842–1913), britische Pädagogin und Hochschulrektorin
- Bishop, Matt (* 1962), englischer Journalist, Autor, Schriftsteller und PR-Manager
- Bishop, Maurice (1944–1983), grenadischer Politiker, Premierminister Grenadas
- Bishop, Meredith (* 1976), US-amerikanische Schauspielerin
- Bishop, Michael (1945–2023), US-amerikanischer Schriftsteller
- Bishop, Michael, Baron Glendonbrook (* 1942), britischer Geschäftsmann und Life Peer
- Bishop, Mike (* 1967), amerikanischer Politiker der Republikanischen Partei
- Bishop, Nicholas (* 1973), australischer Schauspieler englischer HerkunftNicholas Bishop (* 1973)

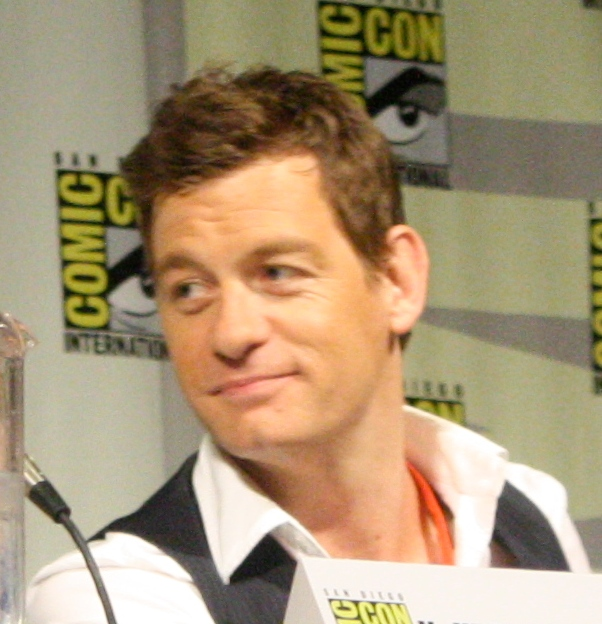
Nicholas Bishop (* 1973)

- Bishop, Paul (* 1967), britischer Germanist
- Bishop, Phanuel (1739–1812), britisch-amerikanischer Politiker
- Bishop, Raymond (* 1945), britischer theoretischer Physiker
- Bishop, Richard M. (1812–1893), US-amerikanischer Politiker
- Bishop, Rob (* 1951), US-amerikanischer Politiker
- Bishop, Robert D. Jr., US-amerikanischer Offizier, Generalleutnant der US Air Force
- Bishop, Rodney (* 1966), britischer Rapper und Tänzer
- Bishop, Ronald (1931–2023), britischer Bogenschütze
- Bishop, Ronald Eric (1903–1989), britischer Flugzeug-Konstrukteur
- Bishop, Roswell P. (1843–1920), US-amerikanischer Politiker
- Bishop, Sanford (* 1947), US-amerikanischer Politiker der Demokratischen Partei
- Bishop, Shawn (1971–2021), kanadischer Physiker und Hochschullehrer
- Bishop, Steele (* 1953), australischer Radrennfahrer
- Bishop, Stephen (* 1951), US-amerikanischer Singer-Songwriter, Schauspieler und Gitarrist
- Bishop, Stephen (* 1970), US-amerikanischer Schauspieler und ehemaliger BaseballspielerStephen Bishop (* 1970)

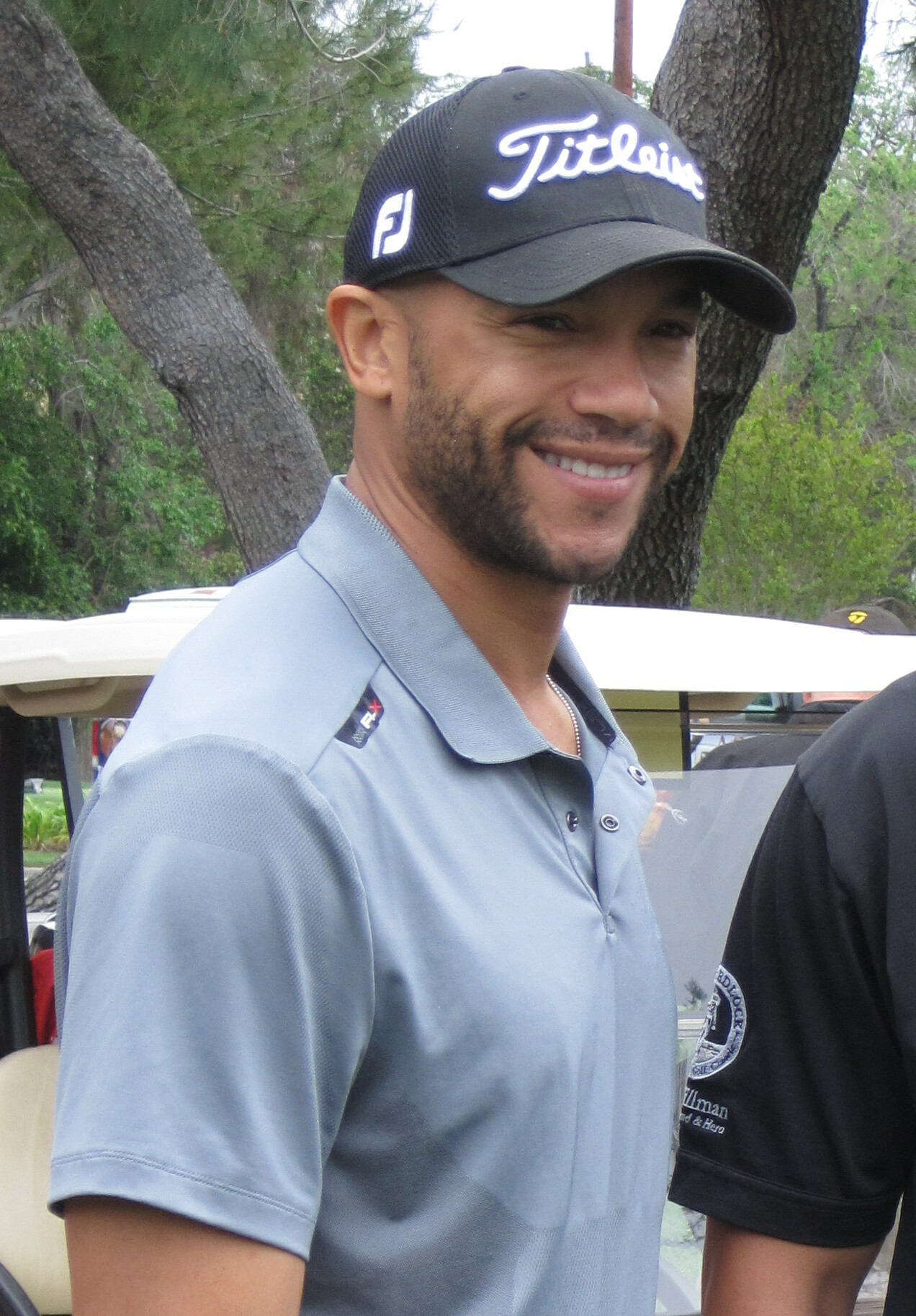
Stephen Bishop (* 1970)

- Bishop, Thomas (* 1991), britischer Triathlet
- Bishop, Tim (* 1950), US-amerikanischer Politiker (Demokratische Partei)
- Bishop, Vaughn (1946–2023), US-amerikanischer Geheimdienstmitarbeiter und stellvertretender Direktor der CIA
- Bishop, Wallace (1906–1986), US-amerikanischer Schlagzeuger des Hot Jazz und Swing
- Bishop, Walter junior (1927–1998), US-amerikanischer Jazzpianist
- Bishop, Washington Irving (1856–1889), US-amerikanischer Mentalist und Gedankenleser
- Bishop, William (1918–1959), US-amerikanischer Schauspieler
- Bishop, William (* 1965), US-amerikanischer Radrennfahrer
- Bishop, William D. (1827–1904), US-amerikanischer Politiker
- Bishop, William Warner Jr. (1906–1987), amerikanischer Jurist und Professor an der University of Michigan
- Bishop-Nriagu, Melissa (* 1988), kanadische Mittelstreckenläuferin
- Bishr Mohammed bin Abdulrahman Al- (* 1955), saudischer Diplomat
- Bisht, Madhumita (* 1964), indische Badmintonspielerin

### Bisi
- Bisi Fabbri, Adriana (1881–1918), italienische Malerin und Karikaturistin
- Bisi, Anna Maria (1938–1990), italienische Archäologin
- Bişi, Cumali (* 1993), türkischer Fußballspieler
- Bisi, Luigi (1814–1886), italienischer Maler und Architekt
- Bisiach, Gianni (1927–2022), italienischer Dokumentar- und Spielfilmregisseur sowie Autor
- Bisiach, Leandro (1864–1945), italienischer Lauten- und Geigenbauer
- Bisiach, Nadia (* 1965), australische Tischtennisspielerin
- Bisiani, Matteo (* 1976), italienischer Bogenschütze
- Bisiaux, Léo (* 2005), französischer Radrennfahrer
- Bisibori Nyangau, Ruth (* 1988), kenianische Hindernisläuferin
- Bisić, Tahir (* 1981), bosnischer Skirennläufer
- Bišický, Jindřich (1889–1949), österreichischer Kriegsreporter im Ersten Weltkrieg
- Bisig, Andreas (* 1994), Schweizer Politiker (Grünliberale Partei)
- Bisig, Hans (* 1942), Schweizer Politiker (FDP)
- Bisig, Josef Meinrad (* 1952), Schweizer römisch-katholischer Priester, Mitbegründer und ehemaliger Generaloberer der Priesterbruderschaft St. Petrus
- Bisig, Robert (* 1950), Schweizer Politiker (CVP)Robert Bisig (* 1950)

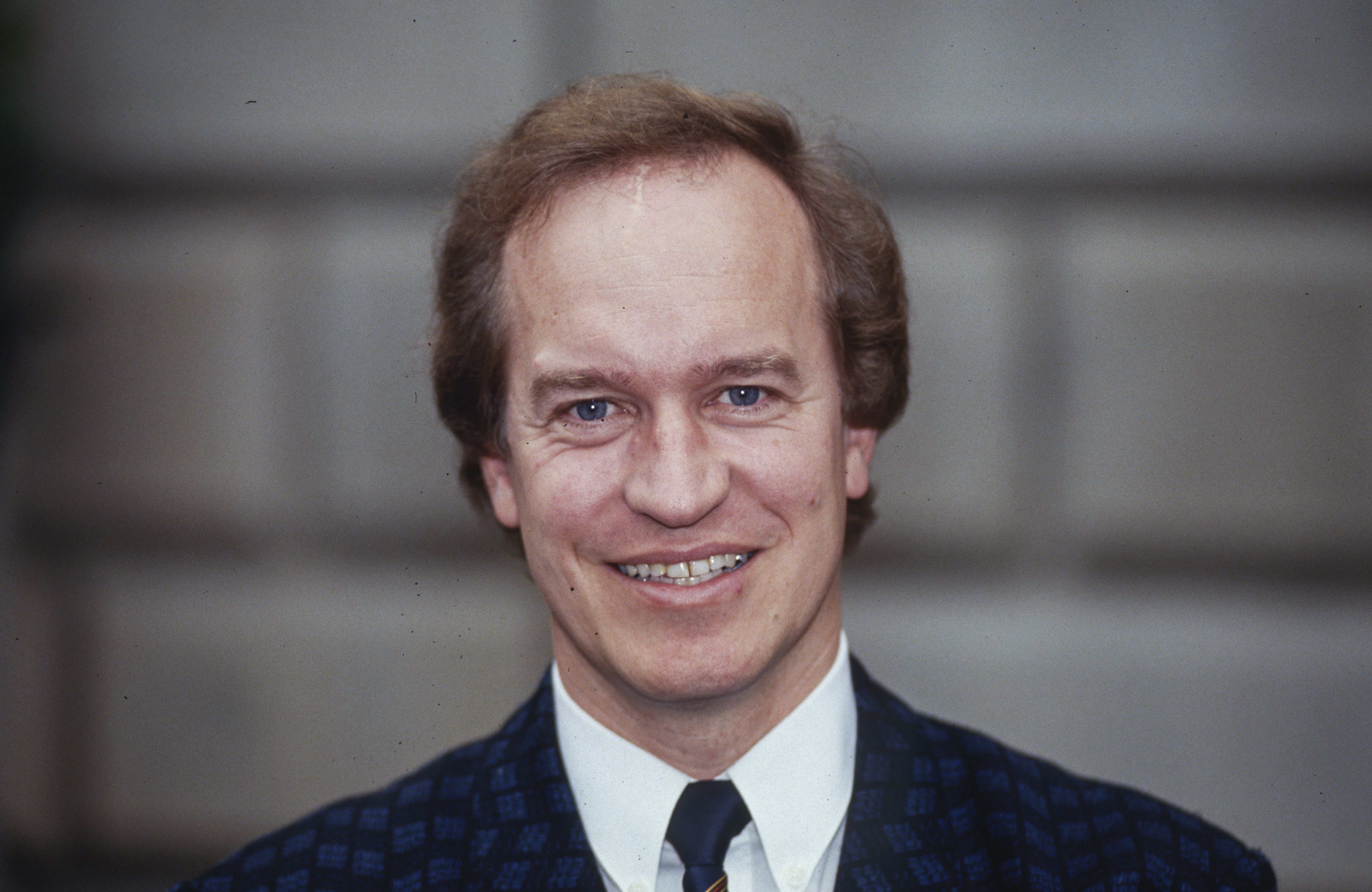
Robert Bisig (* 1950)

- Bisilliat, Maureen (* 1931), brasilianische Fotografin
- Bisimwa, Bertrand (* 1972), kongolesischer Rebellenführer
- Bisinger, Gerald (1936–1999), österreichischer Lyriker, Herausgeber und Übersetzer
- Bisinger, Rosemarie (* 1936), deutsche Kanutin
- Bisinus, König der Thüringer
- Bisio, Claudio (* 1957), italienischer Schauspieler, Kabarettist, Sänger und Autor
- Bisio, Michael (* 1955), US-amerikanischer Jazzmusiker

### Bisj
- Bisjak, Paul (1891–1988), österreichischer Politiker (SPÖ), Abgeordneter zum Nationalrat

### Bisk
- Biskamp, Floris (* 1982), deutscher Politikwissenschaftler und Soziologe
- Biškić, Ana (* 1999), kroatische Tennisspielerin
- Biskin, Nadire (* 1987), deutsche Schriftstellerin, Journalistin und Lehrerin
- Biskitzi, Chrysi (* 1974), griechische Ruderin
- Biskup, Daniel (* 1962), deutscher Fotojournalist und Dokumentarfotograf
- Biskup, George Joseph (1911–1979), US-amerikanischer Geistlicher und römisch-katholischer Erzbischof von Indianapolis
- Biskup, Joachim (* 1947), deutscher Informatiker
- Biskup, Manfred (1936–2010), österreichischer Dramaturg
- Biskup, Marian (1922–2012), polnischer Historiker
- Biskup, Mateusz (* 1994), polnischer Ruderer
- Biskup, Reinhold (* 1934), deutscher Wirtschaftswissenschaftler
- Biskup, Saskia (* 1971), deutsche Humangenetikerin und Unternehmerin
- Biskup, Tim (* 1967), US-amerikanischer Künstler
- Biskup, Werner (1942–2014), deutscher Fußballspieler und -trainer
- Biskupek, Matthias (1950–2021), deutscher Schriftsteller, Publizist und Literaturkritiker
- Biskupek-Korell, Bettina (* 1966), deutsche Agrarwissenschaftlerin
- Biskupović, Marko (* 1989), chilenischer Fußballspieler
- Biskupski, Jackie (* 1966), US-amerikanische Politikerin
- Biskupski, Wassili Wiktorowitsch (1878–1945), russischer General der Weißen Armee, Emigrant in Deutschland
- Bisky, Jens (* 1966), deutscher Journalist und Schriftsteller
- Bisky, Lothar (1941–2013), deutscher Kulturwissenschaftler, Hochschullehrer und Politiker (PDS, Die Linke), MdV, MdL, MdB, MdEP, Bundesvorsitzender der LinksparteiLothar Bisky (1941–2013)

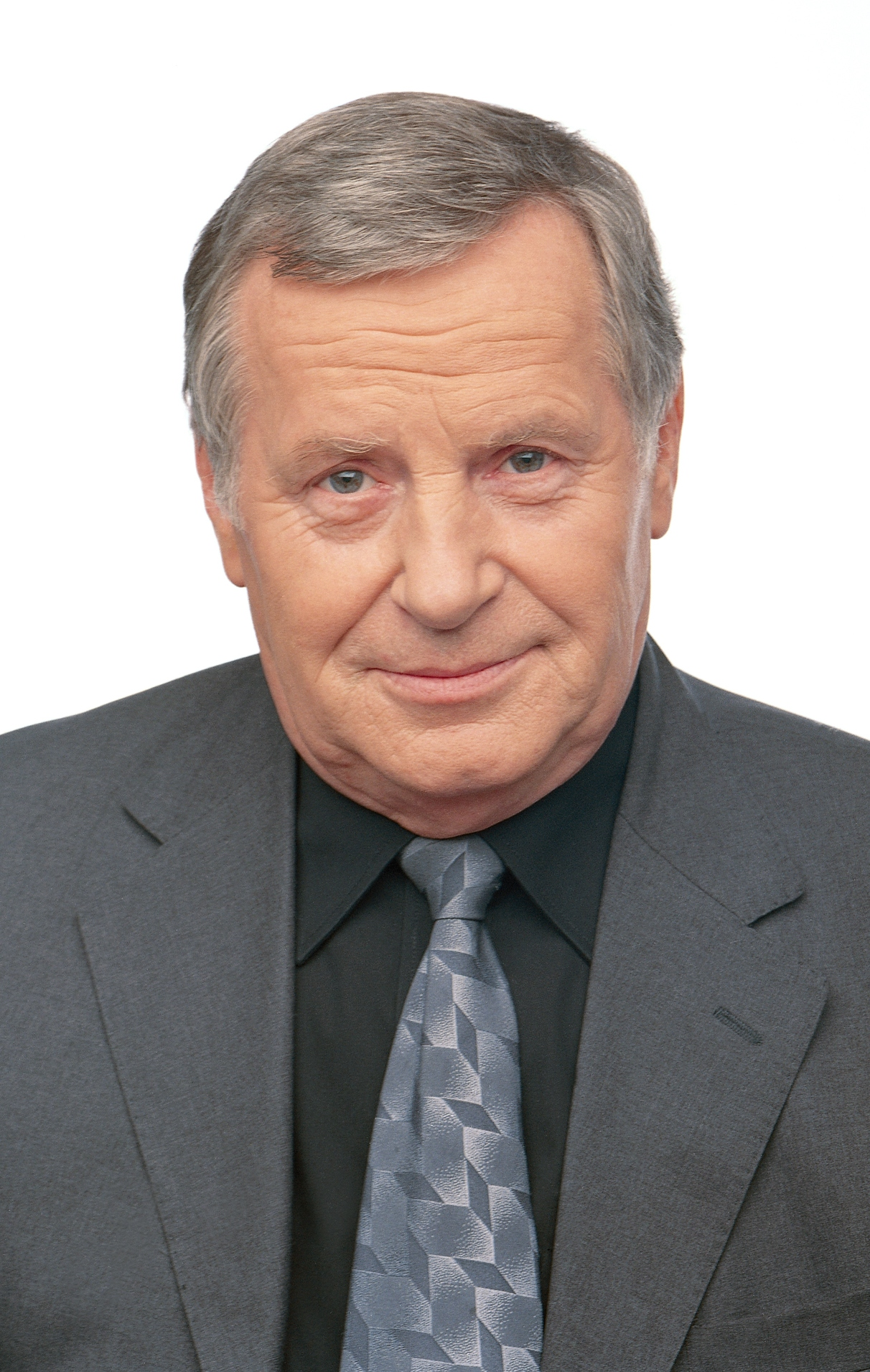
Lothar Bisky (1941–2013)

- Bisky, Ludwig (1817–1863), deutscher Politiker, Offizier der US-Army
- Bisky, Norbert (* 1970), deutscher Maler

### Bisl
- Bisleti, Gaetano (1856–1937), italienischer Kardinal der römisch-katholischen Kirche
- Bisley, Simon (* 1962), britischer Illustrator
- Bisley, Steve (* 1951), australischer Schauspieler
- Bislimi, Uran (* 1999), schweizerisch-kosovarischer Fußballspieler
- Bislinger, Johann Peter Josef (1760–1844), bergischer Richter und Minister

### Bism
- Bismarck Barreto Faria (* 1969), brasilianischer Fußballspieler
- Bismarck, Achatz von (1833–1874), deutscher Verwaltungsbeamter
- Bismarck, August Wilhelm Julius von (1849–1920), deutscher Offizier und Pferdezüchter
- Bismarck, August Wilhelm von (1750–1783), preußischer Finanzminister
- Bismarck, Beatrice von (* 1959), deutsche Kunsthistorikerin und Kuratorin
- Bismarck, Bernhard von (1810–1893), preußischer Kammerherr, Landrat und Geheimer Regierungsrat und Gutsbesitzer
- Bismarck, Busso von (1824–1887), deutscher Richter und Abgeordneter
- Bismarck, Carl Heinrich (1839–1879), deutscher Konsul
- Bismarck, Carl-Eduard von (* 1961), deutscher Politiker (CDU), MdBCarl-Eduard von Bismarck (* 1961)

Carl-Eduard von Bismarck (* 1961)

- Bismarck, Celia von (1971–2010), Schweizer Beraterin, hauptsächlich für kulturelle und sozialpolitische Stiftungen
- Bismarck, Christoph Friedrich I. von (1652–1704), preußischer Generalmajor und Kommandant der Festung Küstrin
- Bismarck, Ernst von (1853–1931), Landrat des Kreises Naugard
- Bismarck, Ferdinand von (1930–2019), deutscher Rechtsanwalt
- Bismarck, Friedrich Adolf Ludwig von (1766–1830), preußischer Generalleutnant, Kommandierender General im Herzogtum Sachsen
- Bismarck, Friedrich Wilhelm von (1783–1860), württembergischer Generalleutnant und Militärschriftsteller
- Bismarck, Georg von (1891–1942), deutscher Offizier und Generalleutnant
- Bismarck, Gregor von (* 1964), deutscher Unternehmer und ehemaliger Filmproduzent
- Bismarck, Gunilla Gräfin von (* 1949), deutsche Society-Lady
- Bismarck, Hasso von (1902–1941), deutscher Athlet bei den Olympischen Winterspielen 1932
- Bismarck, Helene von (* 1981), deutsche Historikerin, Autorin und politische Kommentatorin

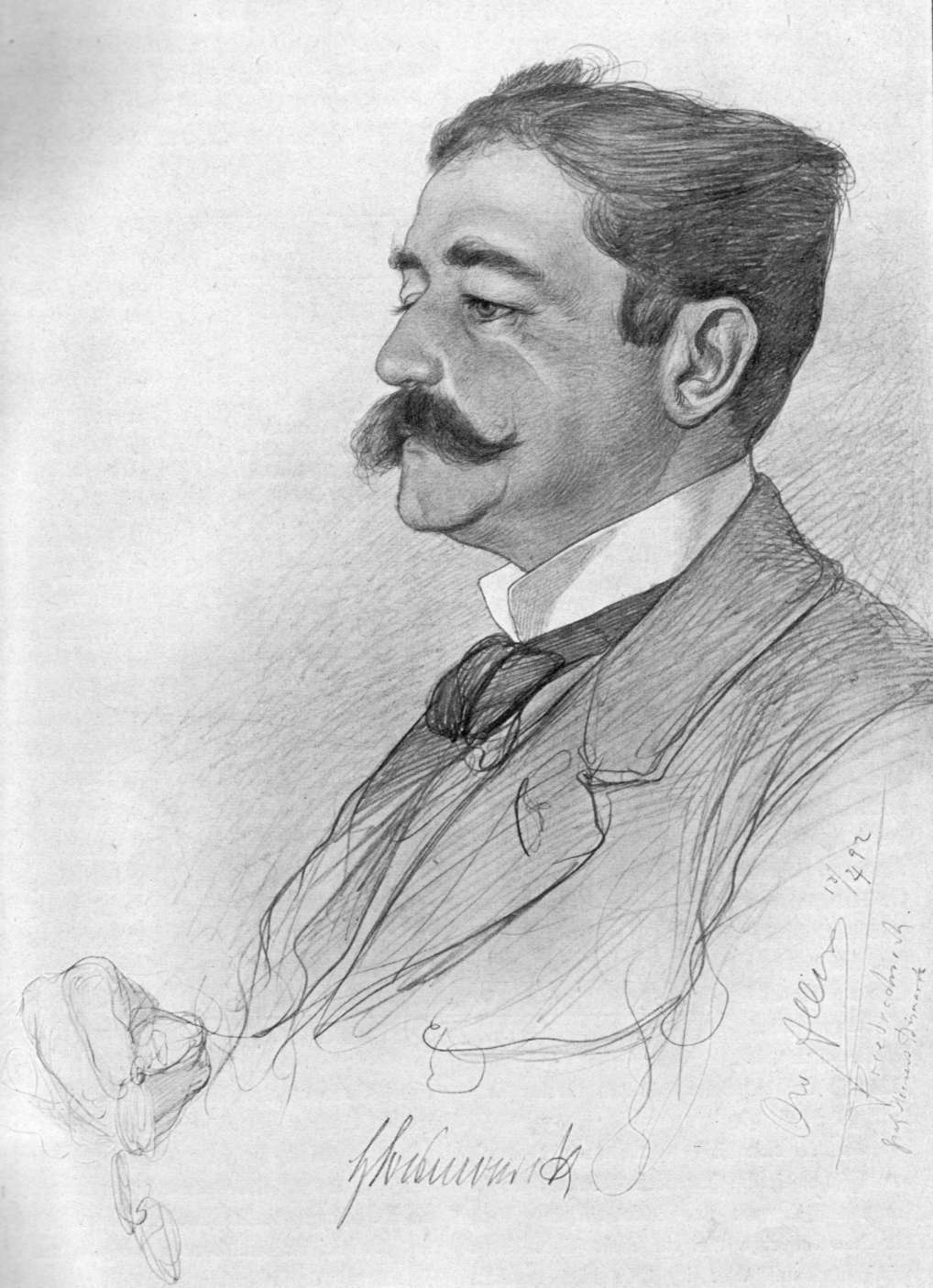
Herbert von Bismarck (1849–1904)

- Bismarck, Herbert von (1849–1904), deutscher Politiker, MdR und Sohn von Otto von BismarckHerbert von Bismarck (1849–1904)
- Bismarck, Herbert von (1884–1955), deutscher Verwaltungsjurist und Politiker (DNVP), MdR, MdL
- Bismarck, Hugo von (1814–1883), preußischer Generalmajor
- Bismarck, Julius von (* 1983), deutscher Künstler
- Bismarck, Karl Wilhelm Ferdinand von (1771–1845), preußischer Rittmeister, Vater von Otto von Bismarck
- Bismarck, Klaus von (1854–1918), preußischer Generalleutnant
- Bismarck, Klaus von (1912–1997), deutscher Journalist sowie Intendant des WDR und Vorsitzender der ARD
- Bismarck, Kurd von (1879–1943), deutscher Generalmajor, Wehrbezirkskommandeur
- Bismarck, Levin Friedrich von (1771–1847), preußischer Regierungspräsident
- Bismarck, Levin-Friedrich von (1703–1774), preußischer Justizminister und Präsident des Kammergerichts
- Bismarck, Ludolf August von (1683–1750), russischer General
- Bismarck, Ludolf von (1834–1924), deutscher Politiker und Landeshauptmann des Kreises Stendal
- Bismarck, Maria von (* 1959), deutsche Schauspielerin und Regisseurin
- Bismarck, Mona von (1897–1983), US-amerikanische Philanthropin
- Bismarck, Nikolaus von (1307–1377), Stendaler Patrizier, Großkaufmann, Ratsherr, erzbischöflich magdeburgischer Stifthauptmann und markgräflich brandenburgischer Rat und Hofmeister
- Bismarck, Otto Fürst von (1897–1975), deutscher Politiker (DNVP, NSDAP, CDU), MdR, MdB und Diplomat
- Bismarck, Otto von (1815–1898), deutscher Politiker, MdR und erster Reichskanzler des Deutschen ReichesOtto von Bismarck (1815–1898)

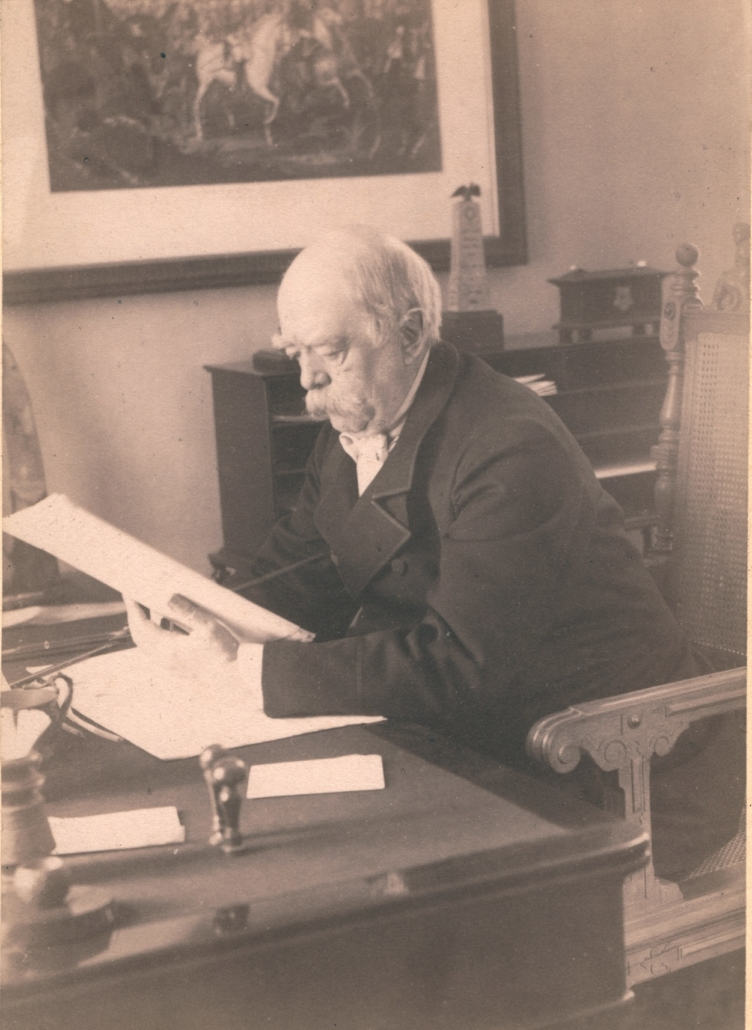
Otto von Bismarck (1815–1898)

- Bismarck, Otto von (* 1959), deutscher Sänger und Texter
- Bismarck, Philipp von (1844–1894), deutscher Rittergutsbesitzer und Parlamentarier
- Bismarck, Philipp von (1913–2006), deutscher Politiker (CDU), MdB, MdEP
- Bismarck, Ulrich von (1844–1897), preußischer Generalmajor
- Bismarck, Wilhelm von (1852–1901), deutscher Politiker, MdR, Sohn Otto von Bismarcks
- Bismarck, Wilhelm von (1867–1935), deutscher Landrat
- Bismarck, Wolf-Rüdiger von (1931–2022), deutscher Verwaltungsjurist
- Bismarck-Bohlen, Caroline von (1798–1858), preußische Adlige in Pommern
- Bismarck-Bohlen, Friedrich Alexander von (1818–1894), preußischer General der Kavallerie
- Bismarck-Bohlen, Friedrich Karl von (1852–1901), deutscher Fideikommissbesitzer und Politiker, MdR
- Bismarck-Bohlen, Theodor von (1790–1873), preußischer Generalleutnant
- Bismarck-Briest, Wilhelm von (1803–1877), deutscher Politiker, MdR
- Bismarck-Schönhausen, Gottfried von (1901–1949), deutscher Politiker (NSDAP), MdR
- Bismarck-Schönhausen, Stephanie von (* 1976), deutsche ehemalige Präsidentin der Kinderschutzorganisation Innocence in DangerStephanie von Bismarck-Schönhausen (* 1976)

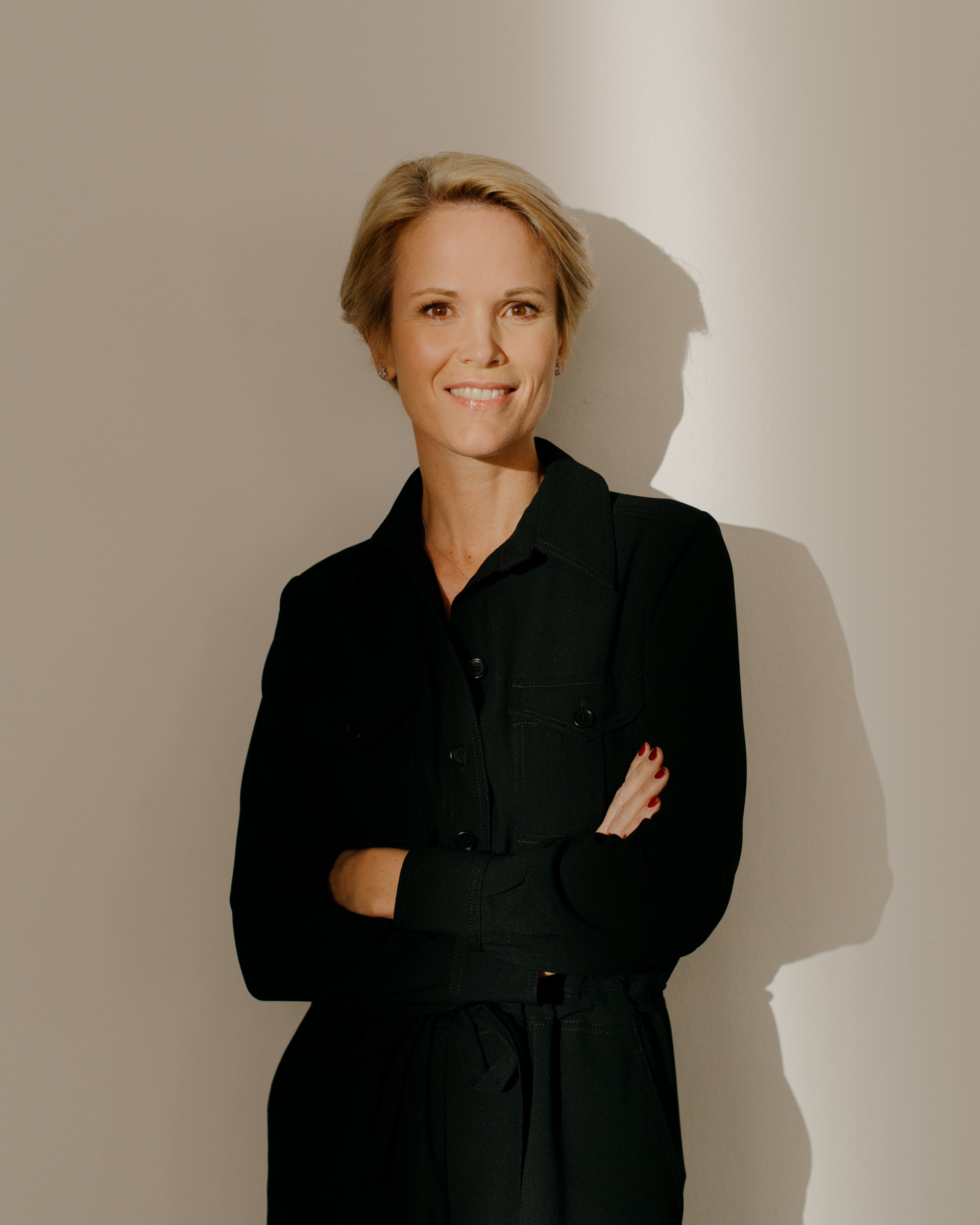
Stephanie von Bismarck-Schönhausen (* 1976)

- Bismark, August Adam Heinrich von (1739–1813), preußischer Generalleutnant, Chef des Leibkarabiner-Regiments
- Bismark, Friedrich von (1809–1893), deutscher Jurist und Abgeordneter
- Bismark, Johann Heinrich Ludwig von (1774–1816), nassauischer General-Adjutant
- Bismark, Paul (1888–1951), deutscher Politiker (SPD, SED)
- Bismark, Vinila von (* 1986), spanische Burlesque-Künstlerin, DJ und Popmusikerin
- Bismil, Ram Prasad (1897–1927), indischer Revolutionär und Dichter
- Bismut, Jean-Michel (* 1948), französischer Mathematiker
- Bismuth, Henri (* 1934), französischer Chirurg
- Bismuth, Pierre (* 1963), französischer Drehbuchautor, Kameramann, Installationskünstler und Maler

### Bisn
- Bisnowat, Matus Ruwimowitsch (1905–1977), sowjetischer Konstrukteur im Bereich Luftfahrt und Raketentechnik

### Biso
- Biso, Bischof von Paderborn
- Bisoglio, Val (1926–2021), US-amerikanischer Schauspieler
- Bisol, Egidio (* 1947), italienischer Geistlicher, römisch-katholischer Bischof von Afogados da Ingazeira
- Bisoli, Pierpaolo (* 1966), italienischer Fußballspieler und -trainer
- Bisolti, Alessandro (* 1985), italienischer Straßenradrennfahrer
- Bison, Bartek (* 1998), niederländischer Eishockeyspieler
- Bison, Giuseppe Bernardino (1762–1844), italienischer Maler
- Bison, Walter (1913–1985), deutscher Theaterintendant, -schauspieler und -regisseur
- Bisoni, Cesare (* 1944), italienischer Manager
- Bisovsky, Susanne (* 1968), österreichische Modeschöpferin
- Bisowski, Andreas (1973–2011), deutscher Schauspieler, Hörspielsprecher, Theaterregisseur und Dramatiker

### Bisp
- Bispham, David (1857–1921), US-amerikanischer Opernsänger
- Bispinck, Paul (1894–1968), deutscher Forstmann
- Bisping, August (1811–1884), deutscher Theologe und Exeget
- Bisping, Benedikt (* 1967), deutscher Politiker (Grüne)
- Bisping, Caspar († 1828), Landtagsabgeordneter im Ersten Westfälischen Landtag und Landwirt in Mesum (Kreis Steinfurt)
- Bisping, Christopher (* 1974), deutscher Jurist
- Bisping, Max (1817–1890), deutscher Komponist und Musikpädagoge
- Bisping, Michael (* 1979), britischer KampfsportlerMichael Bisping (* 1979)

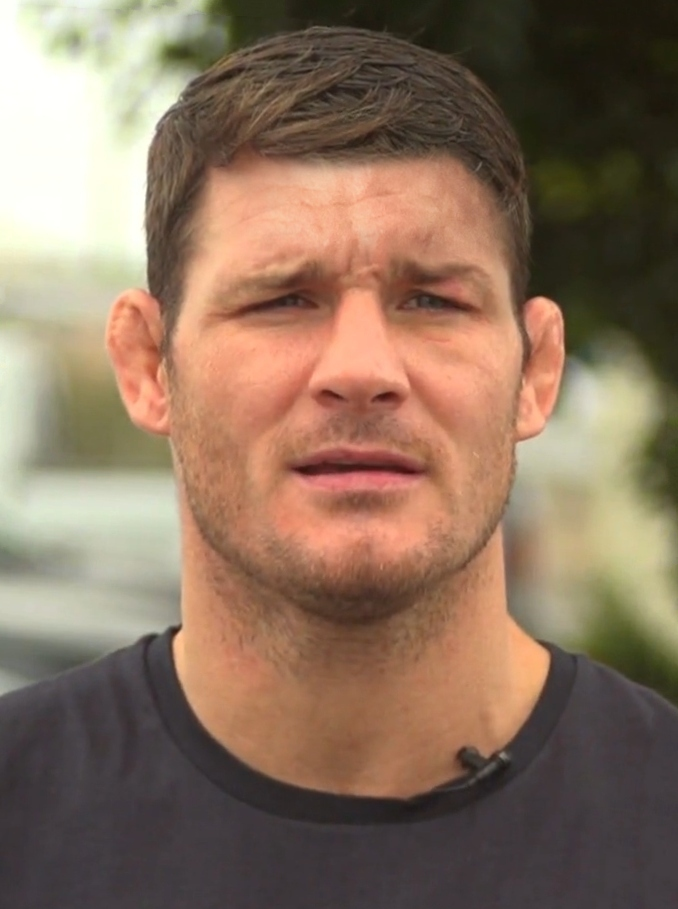
Michael Bisping (* 1979)

- Bispink, Franz Heinrich (1749–1820), deutscher Verlagsbuchhändler und Schriftsteller, konvertierter Franziskanermönch
- Bisplinghoff, Raymond L. (1917–1985), US-amerikanischer Flugzeugingenieur
- Bispo, Antonio Alexandre (* 1949), brasilianischer Kultur- und Musikwissenschaftler und Urbanologe
- Bispo, Karlee (* 1990), US-amerikanische Schwimmerin
- Bispo, Rodolfo Dantas (* 1982), brasilianischer Fußballspieler
- Bispuri, Laura (* 1977), italienische Regisseurin

### Bisq
- Bisquertt, Próspero (1881–1959), chilenischer Komponist, Dirigent, Pianist und Lehrer

### Biss
- Biss, Daniel (* 1977), US-amerikanischer Mathematiker und Politiker
- Biss, Eula (* 1977), amerikanische Autorin
- Biss, Harry (1919–1997), US-amerikanischer Jazzpianist
- Biss, Tom (* 1993), neuseeländischer Fußballspieler
- Bissa, Donald (* 1981), ivorischer Fußballspieler
- Bissati, Muhammad al- (1937–2012), ägyptischer Schriftsteller
- Bißbort, Willi (1910–1990), deutscher Politiker (FDP), MdL
- Bisschop, Albert († 1468), deutscher Fernhandelskaufmann in Flandern
- Bisschop, Christoffel (1828–1904), niederländischer Genremaler und Lithograf
- Bisschop, Éric de (1891–1958), französischer Abenteurer, Seefahrer und Ozeanist
- Bisschop, Jan de (1628–1671), niederländischer Grafiker und Rechtsanwalt
- Bisschop, Richard (1849–1926), niederländischer Maler
- Bisschop-Swift, Kate (1834–1928), niederländische Genre- und Stilllebenmalerin
- Bisschops, Minke (* 2002), niederländische Sprinterin
- Bißdorf, Ralf (* 1971), deutscher Florettfechter
- Bisse, Wilhelm (1881–1946), deutscher Politiker (NSDAP), MdR
- Bisseck, Yann Aurel (* 2000), deutsch-kamerunischer FußballspielerYann Aurel Bisseck (* 2000)

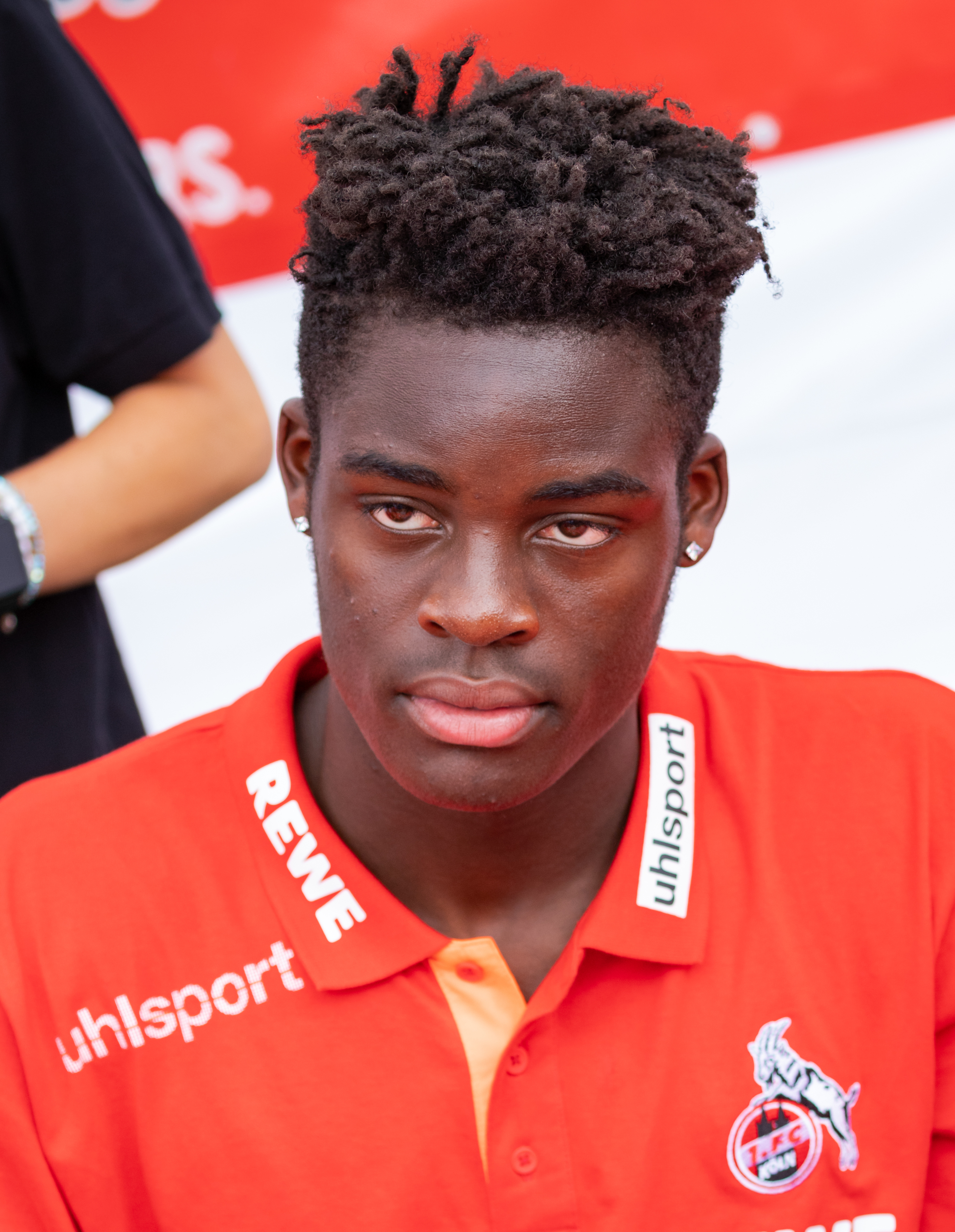
Yann Aurel Bisseck (* 2000)

- Bissegger, Rudolf (* 1950), Schweizer Schauspieler
- Bissegger, Stefan (* 1998), Schweizer Radrennfahrer
- Bissegger, Walter (1853–1915), Schweizer Politiker (FDP)
- Bissel, Christopher (* 1995), deutscher HandballspielerChristopher Bissel (* 1995)

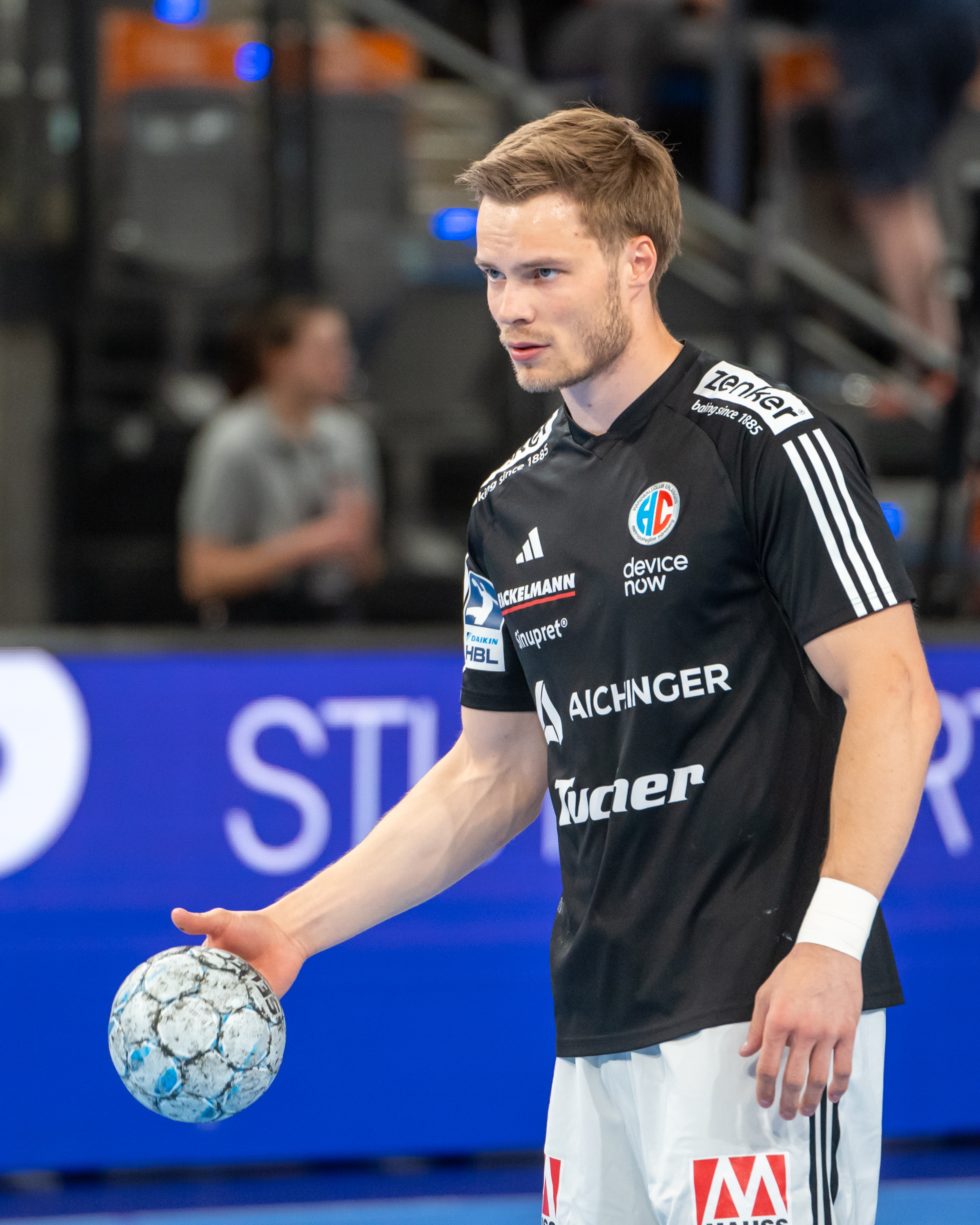
Christopher Bissel (* 1995)

- Bissel, Holger (* 1966), deutscher Unternehmer
- Bisselick, Engelbert George van (1886–1971), niederländischer Fußballfunktionär und -schiedsrichter
- Bisselik, Berthold (* 1962), deutscher Basketballtrainer
- Bisselius, Johannes (1601–1682), deutscher Jesuit, Historiker und neulateinischer Dichter
- Bissell, Clark (1782–1857), US-amerikanischer Politiker und Jurist
- Bissell, James D. (* 1951), amerikanischer Szenenbildner
- Bissell, Keith (1912–1992), kanadischer Komponist, Dirigent und Musikpädagoge
- Bissell, Levi (1800–1873), Eisenbahningenieur
- Bissell, Mina J. (* 1940), iranisch-US-amerikanische Zell- und Molekularbiologin
- Bissell, Whit (1909–1996), US-amerikanischer Schauspieler
- Bissell, William Henry (1811–1860), US-amerikanischer Politiker
- Bissell, Wilson S. (1847–1903), US-amerikanischer Politiker (Demokratische Partei)
- Bissels, Johannes (1898–1977), deutscher Politiker (CDU)
- Bissen, Herman Wilhelm (1798–1868), dänischer Bildhauer
- Bissendorf, Johannes († 1629), evangelischer Geistlicher und Autor theologischer Schriften
- Bisséni, Mathieu (* 1950), zentralafrikanisch-kamerunisch-französischer Basketballspieler
- Bisseron, Roger (1905–1992), französischer Radrennfahrer
- Bisserup, Bjørn I. (* 1960), dänischer General
- Bissessarsingh, Angelo (1982–2017), trinidadischer Historiker und Schriftsteller
- Bisset, Baldred, schottischer Geistlicher, Jurist und Diplomat
- Bisset, Catriona (* 1994), australische Mittelstreckenläuferin
- Bisset, Jacqueline (* 1944), britische SchauspielerinJacqueline Bisset (* 1944)

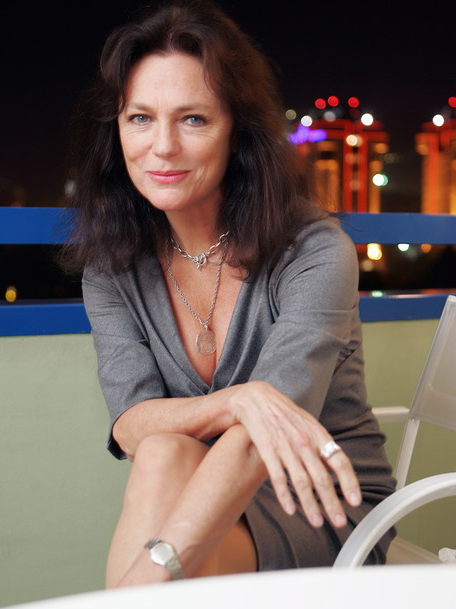
Jacqueline Bisset (* 1944)

- Bisset, Sonia (* 1971), kubanische Speerwerferin
- Bisset, Walter († 1251), schottischer Adliger
- Bissett, Bill (* 1939), kanadischer Schriftsteller
- Bissett, David (* 1979), kanadischer Bobfahrer
- Bissett, Josie (* 1970), US-amerikanische Schauspielerin
- Bissex, Rachel (1956–2005), US-amerikanische Folkrocksängerin
- Bissey, René, französischer katholischer Geistlicher
- Bissey, Victoria (* 1998), französische Fußballspielerin
- Bissier, Julius (1893–1965), deutscher Maler
- Bissier, Lisbeth (1903–1989), deutsche Textilkünstlerin
- Bissière, Roger (1886–1964), französischer Maler des Tachismus und Glasmaler
- Bissig, Alois (* 1956), Schweizer Politiker (CVP)
- Bissig, Carole (* 1996), Schweizer Skirennläuferin
- Bissig, Florian (* 1979), Schweizer Anglist, Kulturjournalist und literarischer Übersetzer
- Bissig, Leana (* 1999), Schweizer Triathletin
- Bissig, Semyel (* 1998), Schweizer Skirennläufer
- Bissig, Tanja (* 1994), Schweizer Biathletin
- Bissing auf Beerberg, Adolph von (1800–1880), deutscher Pädagoge, Verfechter der christlichen Kleinkinderschule
- Bissing, Ferdinand (1832–1912), badischer Historiker, Journalist und Politiker
- Bissing, Friedrich Wilhelm von (1873–1956), deutscher Ägyptologe
- Bissing, Henriette von (1798–1879), deutsche Erzählerin
- Bissing, Moritz von (1844–1917), preußischer Generaloberst im Ersten WeltkriegMoritz von Bissing (1844–1917)

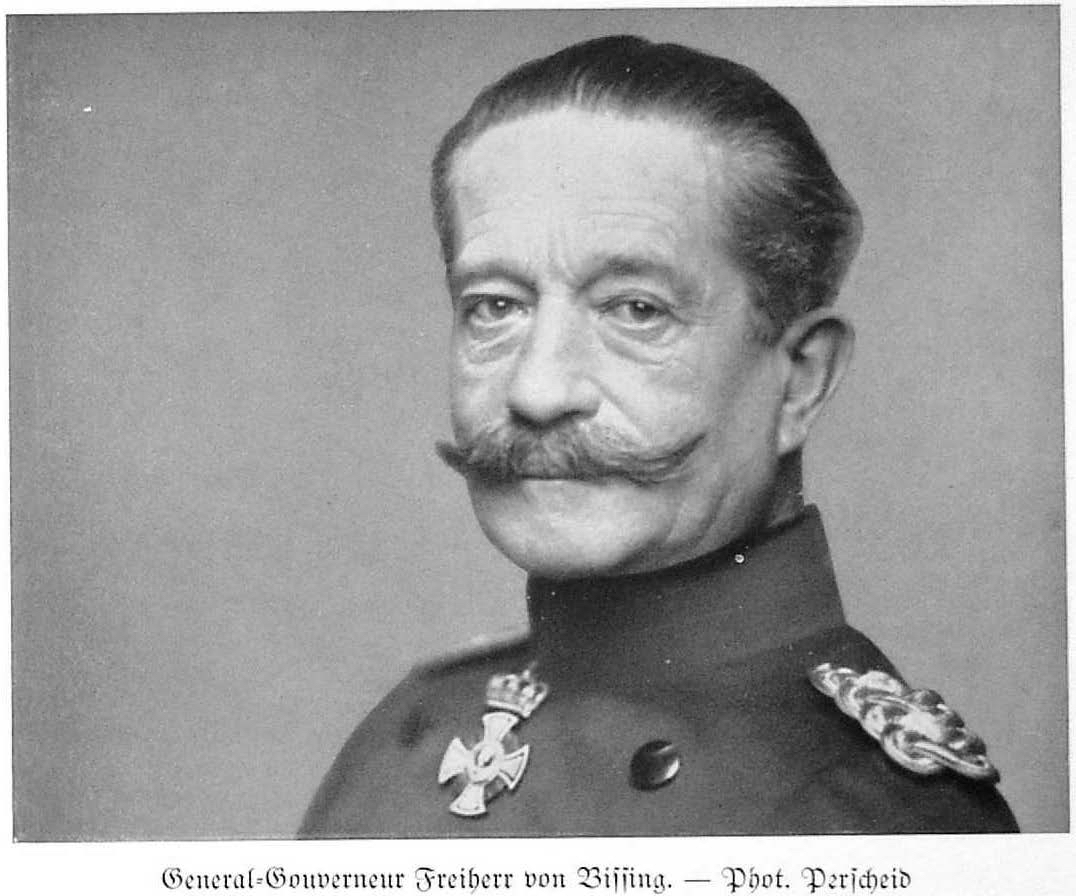
Moritz von Bissing (1844–1917)

- Bissing, Moritz von (1886–1954), deutscher Hockey-, Rugby- und Tennisspieler
- Bissing, Vera von (1906–2002), deutsche Kunstfliegerin
- Bissing, Wilhelm Ludwig von (1682–1762), preußischer Generalmajor und Chef des Dragonerregiments Nr. 4
- Bissingen, Ernst Maria Ferdinand von (1750–1820), letzter Weihbischof im Bistum Konstanz
- Bissingen-Nippenburg, Cajetan von (1806–1890), österreichischer Statthalter und württembergischer und deutscher Politiker, MdR
- Bissingen-Nippenburg, Ferdinand von (1749–1831), österreichischer Landesgouverneur
- Bissinger, Buzz (* 1954), US-amerikanischer Autor, Drehbuchautor und Journalist
- Bissinger, Dolf (* 1944), österreichischer Architekt und Maler
- Bissinger, Edgar (1912–1987), deutscher Journalist und Verleger
- Bissinger, Florian (* 1988), deutscher Radrennfahrer
- Bissinger, Gustav (1825–1898), deutscher Gymnasialprofessor, Ehrenbürger von Erlangen
- Bissinger, Hermann (1849–1918), deutscher Ingenieur und Vorsitzender des Vereins Deutscher Ingenieure (VDI)
- Bissinger, Jakob (1873–1933), deutscher Maler
- Bissinger, Joseph August (1814–1851), deutscher Landschaftsmaler der Düsseldorfer Schule
- Bissinger, Manfred (1938–2008), deutscher Gymnasiallehrer und Altphilologe
- Bissinger, Manfred (* 1940), deutscher Publizist
- Bissinger, Thomas (* 1989), deutscher Schriftsteller und Physiker
- Bissiriou, Ramanou Adiola, beninischer Fußballspieler
- Bißmann, Martha (* 1980), österreichische Unternehmerin und Politikerin
- Bißmeier, Joachim (* 1936), deutscher SchauspielerJoachim Bißmeier (* 1936)

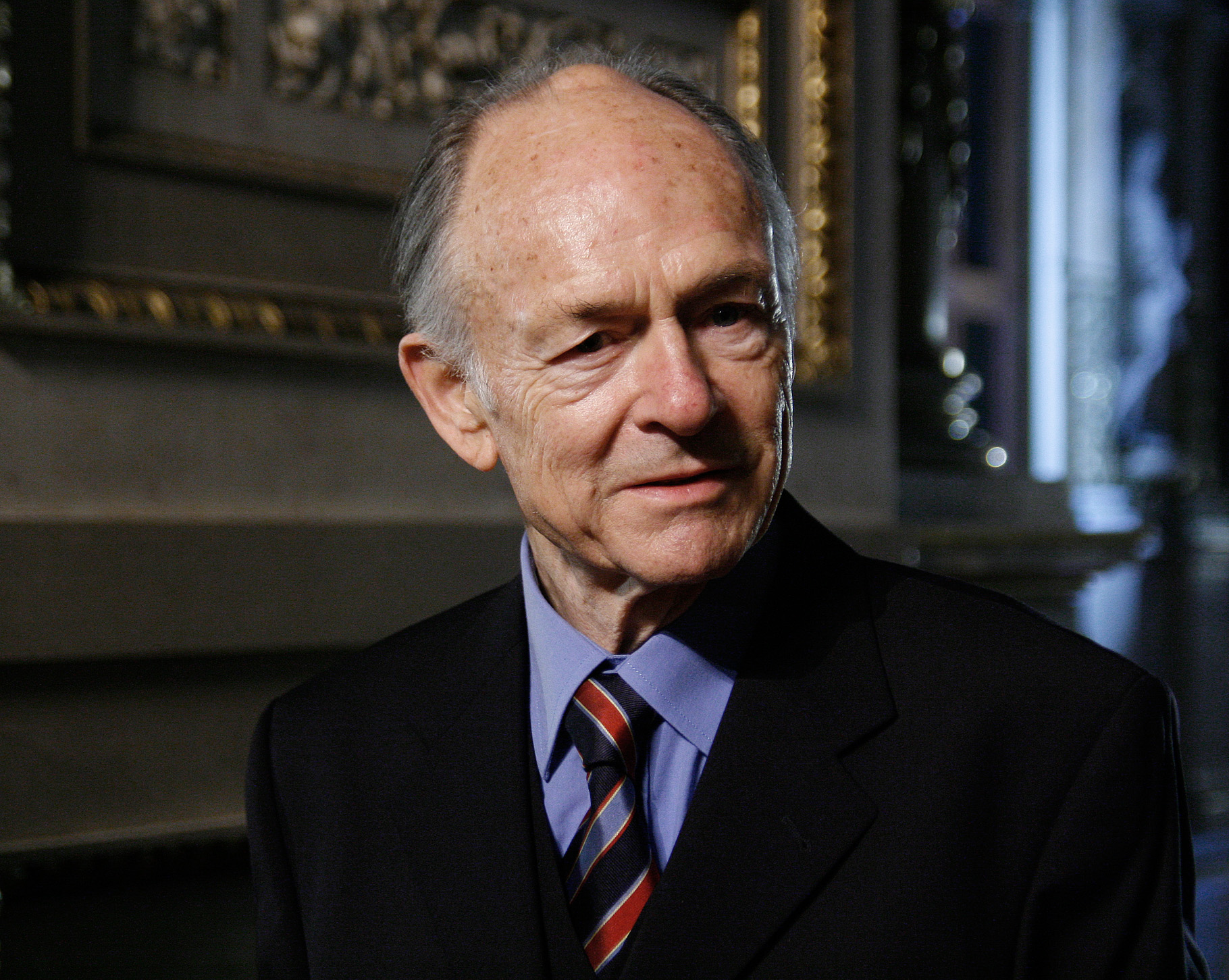
Joachim Bißmeier (* 1936)

- Bissmeier, Stephan (* 1956), deutscher Schauspieler
- Bissmire, Jamie, britischer Produzent und Labelbetreiber im Bereich der elektronischen Tanzmusik
- Bissner, Harold Jr. (1925–2020), US-amerikanischer Architekt
- Bissolati, Elena (* 1997), italienische Radsportlerin
- Bissolati, Leonida (1857–1920), italienischer Politiker (Sozialistische Partei), Mitglied der Camera
- Bissoli, Luigina (* 1956), italienische Radrennfahrerin
- Bissolo, Francesco († 1554), venezianischer Maler der italienischen Renaissance
- Bisson, Alexandre (1848–1912), französischer Drehbuchautor und Schriftsteller
- Bisson, Auguste-Rosalie (1826–1900), französischer Fotograf
- Bisson, Baptiste Pierre (1767–1811), französischer Militär
- Bisson, Jakob (1888–1963), deutscher römisch-katholischer Priester
- Bisson, Jean-Pierre (1944–1995), französischer Schauspieler
- Bisson, Laurence Adolphus (1897–1965), britischer Romanist und Literaturwissenschaftler
- Bisson, Louis-Auguste (1814–1876), französischer Fotograf
- Bisson, Terry (1942–2024), US-amerikanischer Science-Fiction- und Fantasy-Autor
- Bisson, Thomas Noel (1931–2025), US-amerikanischer Historiker
- Bisson, Yannick (* 1969), kanadischer SchauspielerYannick Bisson (* 1969)

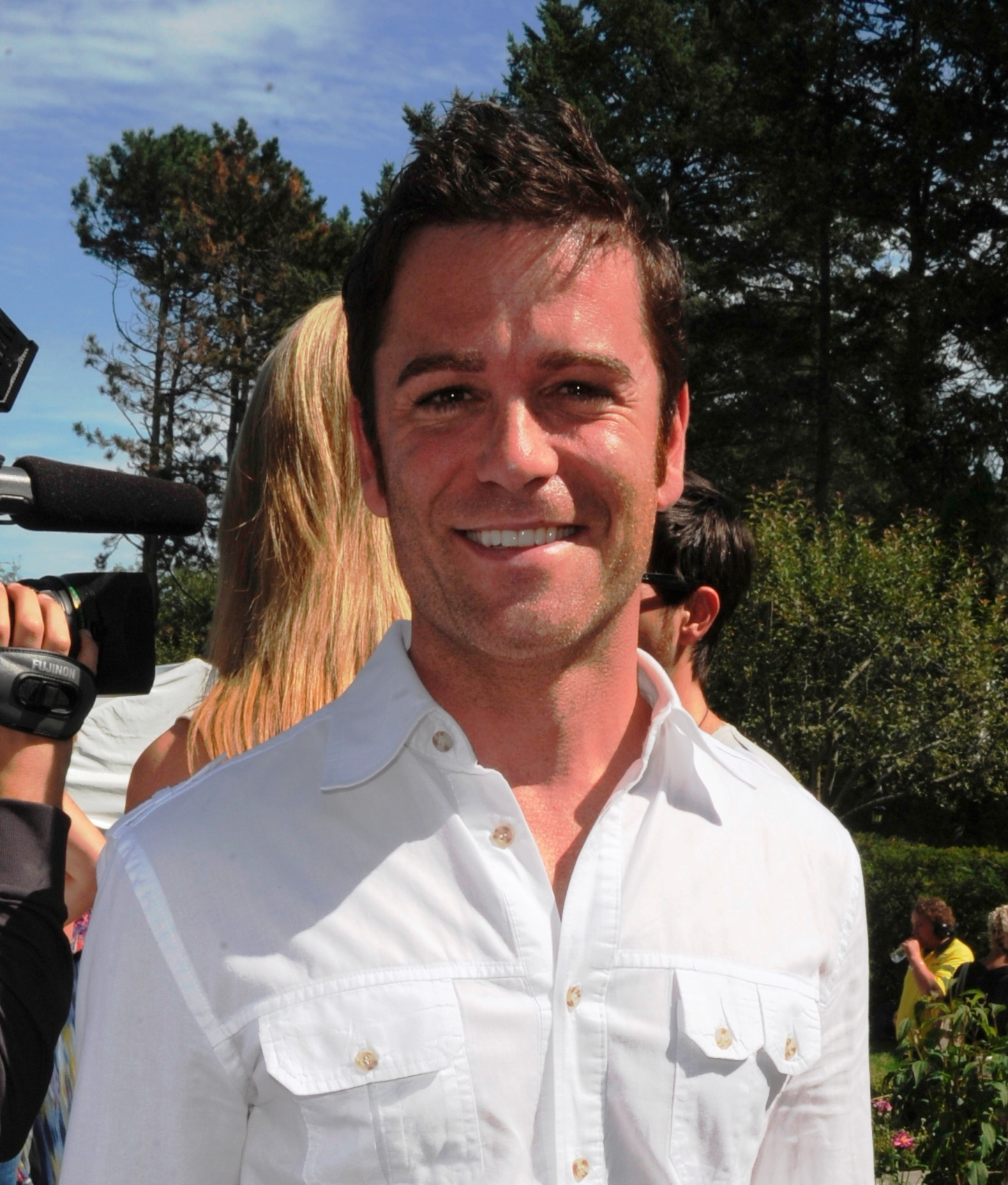
Yannick Bisson (* 1969)

- Bissonette, Gregg (* 1959), US-amerikanischer Schlagzeuger
- Bissonette, Matt (* 1961), US-amerikanischer Bassist
- Bissonnet, Michel (* 1942), kanadischer Politiker, Präsident der Nationalversammlung von Québec
- Bissonnette, Big Bill (1937–2018), US-amerikanischer Jazzmusiker
- Bissonnette, Paul (* 1985), kanadischer Eishockeyspieler
- Bissoondath, Neil (* 1955), kanadischer Schriftsteller
- Bissoondoyal, Basdeo (1906–1991), mauritischer Volksaufklärer, Hindu-Missionar, Übersetzer und Schriftsteller
- Bissot, Claude (1947–1996), belgischer Fußballspieler
- Bissot, Stéphane (* 1974), belgische Schauspielerin
- Bissouma, Yves (* 1996), malisch-ivorischer FußballspielerYves Bissouma (* 1996)
- Bissula, alemannische Sklavin

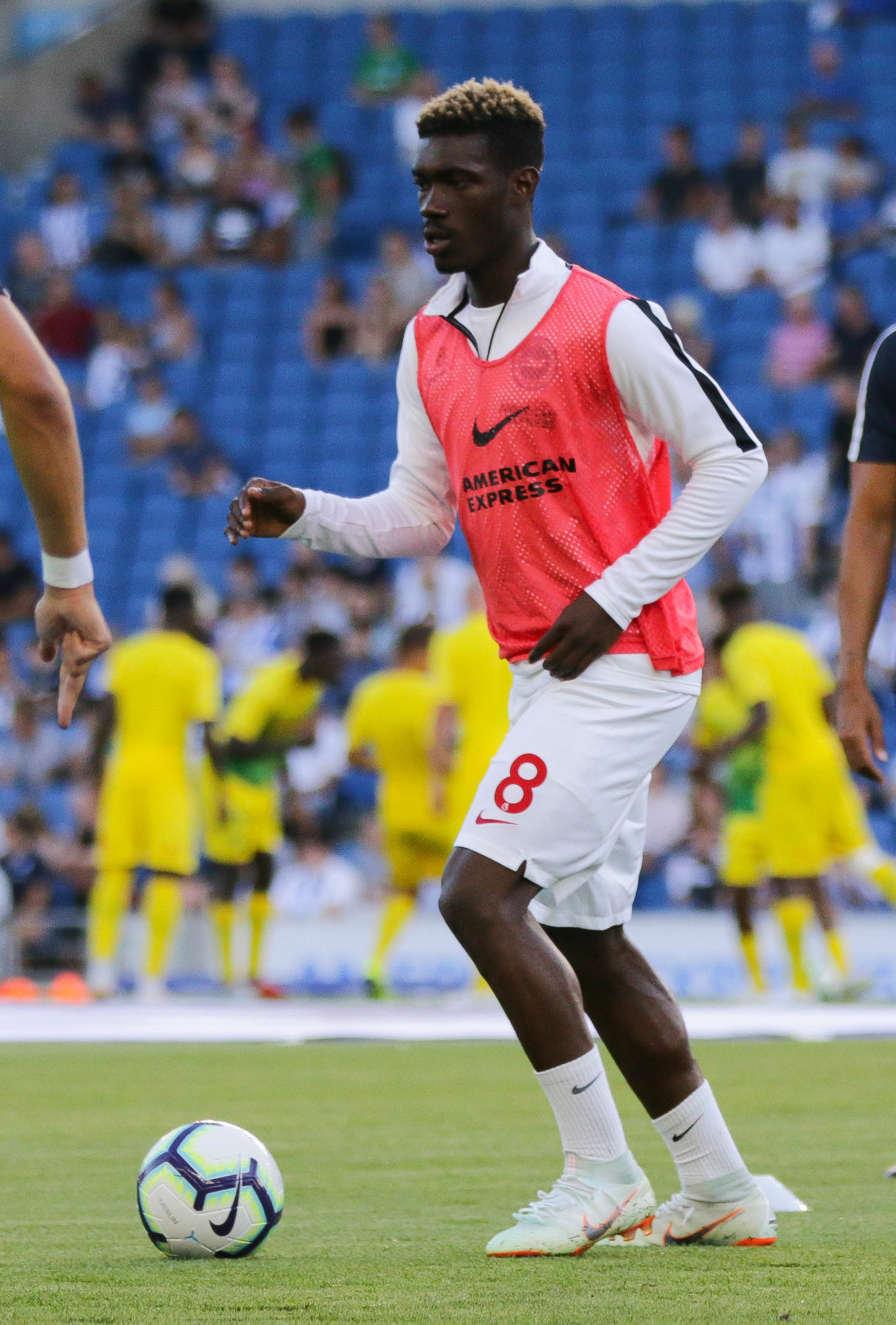
Yves Bissouma (* 1996)

- Bissultanow, Aslanbek Germanowitsch (1956–2001), sowjetischer Ringer
- Bissuti, Carl (1899–1974), österreichischer Opernsänger in der Stimmlage Bass

### Bist
- Bista, Henryk (1934–1997), polnischer Schauspieler
- Bista, Kirti Nidhi (1927–2017), nepalesischer Politiker
- Bistāmī, Bāyazīd (803–875), persischer islamischer Mystiker (Sufi)
- Biste, Paul (1925–2012), deutscher Jazz- und Unterhaltungsmusiker
- Bistekos, Michael (* 1960), österreichischer Usability-Experte, Erfinder und Innovator
- Bister, Ulrich (1948–2008), deutscher evangelischer Theologe, Kirchenhistoriker, Pädagoge und Autor
- Bisterfeld, Ernst-Rainer, deutscher Motorbootsportler
- Bisterfeld, Johann Heinrich (1605–1655), reformierter Theologe und Philosoph, Pädagoge, Polyhistor
- Bisterfeld, Johannes († 1618), deutscher reformierter Theologe und Philosoph, Rektor der Hohen Schule Herborn
- Bisticci, Vespasiano da (1421–1498), florentinischer Buchhändler und Verleger
- Bistolfi, Leonardo (1859–1933), italienischer Künstler und Politiker
- Bistolfi, Stéphano (1909–2000), französischer Fußballspieler
- Bistoquet, Rosie (1961–2023), seychellische Politikerin
- Bistram, Adam von (1774–1825), russischer Generalleutnant
- Bistram, André (* 1962), deutscher Fußballspieler
- Bistram, Carl Gotthard von (1777–1841), kurländischer Jurist und Landespolitiker
- Bistram, Conrad von (1816–1890), kurländischer Landmarschall
- Bistram, Georg von (1624–1687), schwedischer General
- Bistram, Hans Heinrich von (* 1754), baltischer Freiherr und Generalmajor der Kaiserlich-russischen Armee
- Bistram, Heinrich von (1667–1724), estländischer Ritterschaftshauptmann
- Bistram, Karl von (1770–1838), russischer General der Infanterie
- Bistram, Ottilie von (1859–1931), deutsche Frauenrechtlerin
- Bistram, Otto von (1789–1854), baltischer Freiherr, General der Kavallerie der Kaiserlich-russischen Armee
- Bistram, Paul von (1861–1931), baltischer Freiherr und Kreismarschall im Herzogtum Kurland und Semgallen
- Bistram, Roderich von (1886–1968), baltischer Freiherr und Kreismarschall
- Bistram, Rodrigo von (1809–1886), russischer General der Infanterie
- Bistras, Leonas (1890–1971), litauischer Politiker und Premierminister
- Bistrić, Faruk (1958–2024), bosnischer Schachspieler
- Bistrić, Jasna (* 1966), kroatische Fußballspielerin
- Bistrich, Horst (* 1943), deutscher Fußballtrainer
- Bistrick, Walter (1869–1927), deutscher Uhrmacher und Juwelier
- Bistricky, Franz (1914–1975), österreichischer Feldhandballspieler
- Bistřický, Jan (1930–2008), tschechischer Historiker, Archivar, Kodikologe, Paläograph und Diplomatiker
- Bistritzer, Rafi (* 1974), israelischer Physiker
- Bistritzky, Marius (* 1991), deutscher Schauspieler
- Bistritzky, Shlomo (* 1977), deutscher orthodoxer RabbinerShlomo Bistritzky (* 1977)

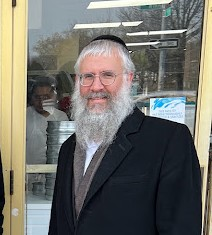
Shlomo Bistritzky (* 1977)

- Bistrović, Kristijan (* 1998), kroatischer Fußballspieler
- Bistrup, Henning (1879–1948), dänischer Marineoffizier, Kartograf und Polarforscher
- Bistrup, Laurits Hans Christian (1850–1914), dänischer Kaufmann und kommissarischer Inspektor in Grönland
- Bisttram, Emil (1895–1976), ungarisch-amerikanischer Maler

### Bisu
- Bișu, Ingrid (* 1987), deutsch-rumänische SchauspielerinIngrid Bișu (* 1987)

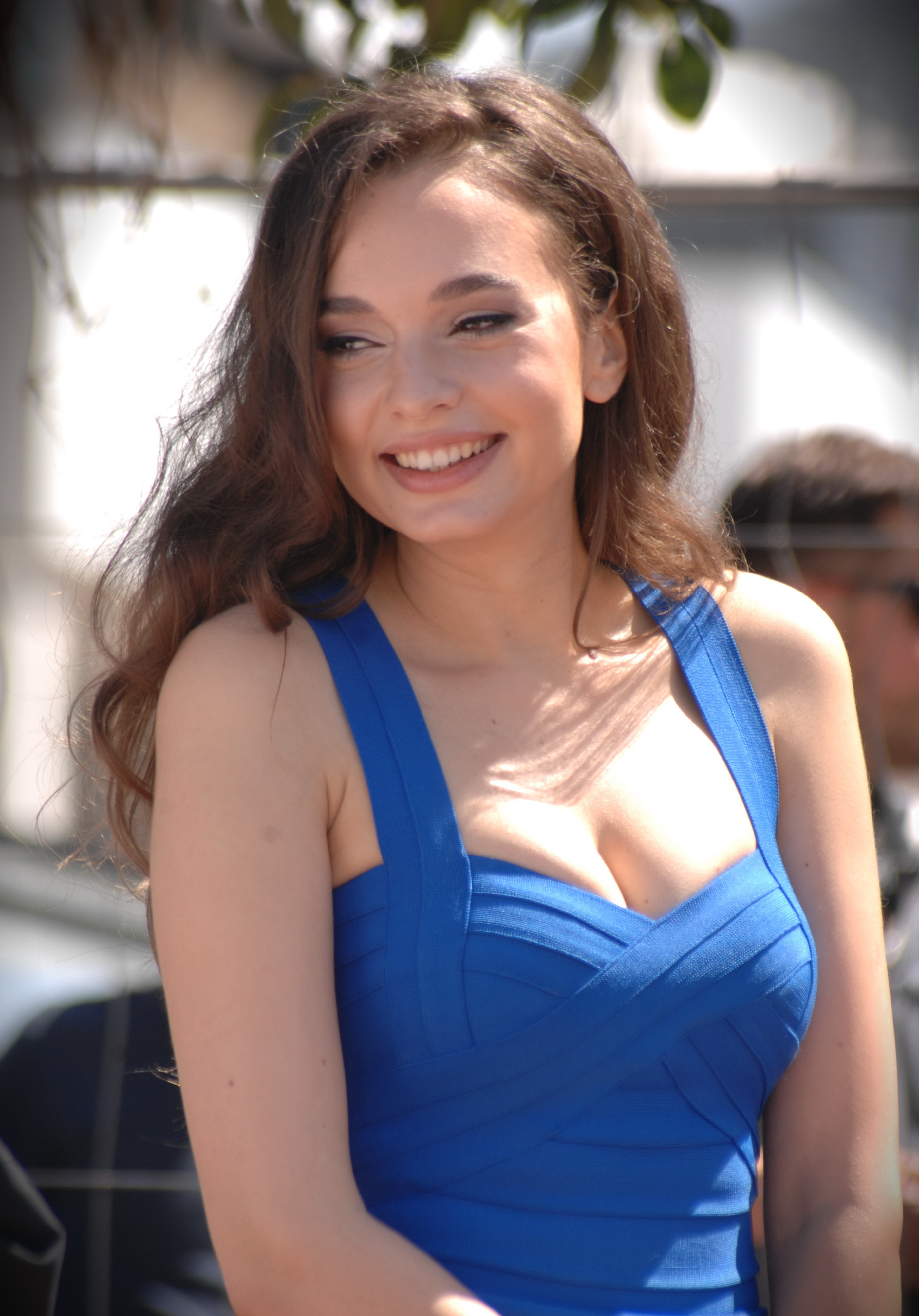
Ingrid Bișu (* 1987)

- Bisultanov, Apti (* 1959), tschetschenischer Dichter
- Bisutti, Danielle (* 1976), US-amerikanische Schauspielerin

### Bisw
- Biswanger, Erwin (1896–1944), deutscher Schauspieler und Drehbuchautor
- Biswas, Abdur Rahman (1926–2017), bangladeschischer Politiker, Staatspräsident von Bangladesch
- Biswas, Anil (1944–2006), indischer Politiker der CPI (M)
- Biswas, Asit (* 1939), indisch-kanadischer Hydrologe
- Biswas, Biswamoy (1923–1994), indischer Ornithologe und Naturschützer
- Biswas, Charu Chandra (1888–1960), indischer Politiker
- Biswas, Chhabi (1900–1962), indischer Theater- und Filmschauspieler
- Biswas, Seema (* 1965), indische Schauspielerin
- Biswas, Suman, britischer Comedy-Sänger, Mitglied des Duos Amateur Transplants
- Biswas-Diener, Robert (* 1972), US-amerikanischer Psychologe

### Bisz
- Biszku, Béla (1921–2016), ungarischer kommunistischer Politiker, Mitglied des Parlaments